# コードギアスシリーズの機動兵器一覧
コードギアスシリーズの機動兵器一覧（コードギアスシリーズのきどうへいきいちらん）では、テレビアニメ作品『コードギアス 反逆のルルーシュ』を始めとしたコードギアスシリーズに登場する架空の機動兵器について記述する。
- 漫画作品『コードギアス 反攻のスザク』『コードギアス ナイトメア・オブ・ナナリー』にのみ登場する機体についてはコードギアス (漫画)およびコードギアス ナイトメア・オブ・ナナリーを参照。
- PSP・PS2版のゲームにのみ登場する機体についてはコードギアス 反逆のルルーシュ LOST COLORSを参照。

## ナイトメアフレーム

### 概要
テロリストがガレージなどに隠し持つことができ、中型トレーラーでも搬出できるサイズの人型ロボット兵器としてデザインされた。
スラッシュハーケンは監督の谷口が助監督として参加していた『ガサラキ』に登場するタクティカルアーマー（TA）の武器（リフティングウインチ）を咀嚼し発展させたもの、ファクトスフィアやランドスピナーは『装甲騎兵ボトムズ』に登場するアーマードトルーパーからアイディアをもらっている、と谷口によって明かされている。
大半のナイトメアフレーム（KMF）の全高は4m強である。コックピット内部は横幅80cm程度となっている。しかし、このサイズとデザインではコックピットブロックが小さすぎて、実際には人間を収めることができない。とりわけコックピットブロック断面が凸型で、その突出部のみがパイロットスペースである日本側KMFでその傾向が著しい。このため、劇中のナイトメアは6メートル弱程度に作画されている。
バンダイの1/35スケールプラモデル「メカニックコレクション」シリーズでは、やむをえずパイロットだけ縮尺を1/48程度にして対応がされている。第1シリーズ放映終了3か月後に発売された同シリーズ『1/35紅蓮弐式』の「付属解説書」文中には、（紅蓮のコックピットは）「狭いため居住性は劣悪」という新設定が登場してもいる。同じくバンダイ製の「OFF SHOOT」シリーズの「無頼（ゼロ専用機）」も、本体のスケールはおよそ1/35だが、付属するゼロのフィギュアのスケールは1/48〜1/50程度になっている。
小型・軽量であるがゆえに、防御力や耐久性に乏しく、作中でのナイトメア戦ではワンカット一撃で破壊されることが少なくない。

### 設定
ブリタニア軍による日本侵攻の際、本土着上陸以降の陸上における作戦行動に於いて実戦初投入を果たした人型兵器。アニメ作品のロボットとしては、全高4〜5mと小柄に設定されている。和訳は「人型自在戦闘装甲騎」であるが、直訳でなく意訳であるため、いつ誰がこの訳出をおこない普及させたかは劇中明らかになっていない。また、「黒の騎士団」は第1シリーズ終盤以降の戦闘指揮において、原語の「ナイトメア」という表音では呼ばず「人型自在戦闘装甲騎」から「人型」の2文字を省略した「自在戦闘装甲騎」と呼ぶようになる。
綴りは悪夢を意味する“Nightmare”では無く、「騎士の馬」たる“KnightMare”と、「機体」たる“Frame”を掛け合わせたもので、頭文字からの略称は"KMF"。劇中では単に「ナイトメア」とも呼ばれる。
ブリタニア軍制式量産機（量産試作機を含む）の型式番号にある「RPI」とは、「Royal Panzer Infantry」＝「皇立機甲歩兵」の意である。
設計の始点は「局地的状況における生命保持を主眼に置いたサバイバルコックピット機構」というものであり、後にナイトメアフレームという「戦闘用ロボット」として終着するこの概念は、系統の異なる2つの技術をベースに開発が開始された。1つは軍用二足歩行兵器「ナイトメア」であり、もう1つはアッシュフォード財団の後援で福祉用途に開発された民生用機「フレーム」である。その2つを統合した結果、「ナイトメアフレーム」の名称が誕生した。ブリタニア製ナイトメアフレームには開発段階に応じて世代が区分されており、第九世代まで開発されたが、第二世代以前や第六世代・第八世代と確認されるKMFは作中では登場していない。
機能
ほとんどの機体に共通する特徴としては、情報収集用カメラ「ファクトスフィア」、地上での高速移動のほか、建造物の間もよじ登れるホイール「ランドスピナー」が挙げられる。日本製KMFでは、ランドスピナーは「高機走駆動輪」と呼称される。ランドスピナーが基本的に外装式なのに比べ、高機走駆動輪は脚部への内蔵式になっている。
また、ワイヤー式アンカー「スラッシュハーケン」（日本名「飛燕爪牙」）を固定装備として持ち、対象に突き刺した後に巻き取ることで立体かつ高速の移動を可能にするほか、アンカー部分を打撃・刺突武器として利用する方法も用いられる。なお、旧型機においては移動補助がメインだったが、技術革新に伴いフロートシステムが実用化されてからは、当初から攻撃に主眼を置いたハーケンを搭載した機体が登場している。
コックピット
背部から胸部にかけては、脱出機能を備えたコックピットを持ち、搭乗者は背中から乗り込む。脱出機能は一般的な戦闘機の射出座席とは異なり、コックピット全体が機体から切り離されて射出され、パラシュートによって着地するモジュール式脱出機能を採用している。手動操作による作動だけでなく、機体に深刻な損傷が発生した際には自動でも作動するが、状況によっては機能そのものに異常が発生し作動しない場合がある。また、起動時の機体の体勢によっては地面に激突するなど、充分に機能しない場合もある。
動力
動力源は「ユグドラシルドライブ」と呼ばれる機関で、液体の満たされた空間にサクラダイトでできたコアルミナスと呼ばれるキューブ状のパーツが浮かんでおり、稼動時にはそれが高速で回転する。「エナジーフィラー」というエネルギーパックを使用し、切れたらこれを交換して補充する。
武装
固定装備の対人機銃や携行武器のアサルトライフル、大型キャノンのほか、以下のような機構・装備が存在する。
電磁ランス（EMランス,対ナイトメア戦闘用大型ランス）
その名の通り、白兵戦用の巨大な突撃槍。『双貌のオズ』では触れた物体に電磁放射し、融解させる機能を持つ。サザーランドが装備するものは銀色だが、グロースター以降の機体は金色のものを装備している。
なお、貴族文化や騎士道が廃れることなく存続するブリタニアにおいては、剣や槍といった武器が単なる武器としてではなく儀礼上の象徴的な存在であるのと同じように、この電磁ランスも同じ役割を担っているようで、『R2』の第20話でルルーシュは神根島に降り立った際、ギアスで支配下に置いたブリタニア軍のサザーランドの部隊にランスを交差させてアーチを作らせ、自らその下を通っている。また、『亡国のアキト』の第2章ではシンが聖ミカエル騎士団総帥の叙任式にて、聖四騎士団のグロースター・ソードマンがランスを交差させたアーチの下を通っているが、こちらは単なるアーチではなく、向かい合った状態でランスを打ち鳴らし合うという荒々しいものとなっている。
メーザーバイブレーションソード（MVS：Maser Vibration Sword）
高周波振動により物体を切断する近接攻撃武器。ソードと冠しているものの、剣以外にも槍やナイフ型が存在する。ランスロットの標準装備として実用化された後は、以降に開発される機体の標準装備として導入されたほか、旧型機であるグロースターなどにも装備されるようになる。
タングステン弾
KMF用のコイルガン（アサルトライフルなど）で用いられている実弾。『双貌のオズO2』にて実戦で使われている通常弾として言及されているが、同時にブリタニアの精鋭部隊が用いる高性能弾として「イリジウム弾」なる物が存在し、劇中にて特殊部隊「プルートーン」が実際に使用した痕跡が登場する。
フロートシステム
ロイドが主導して開発した、電気熱ジェット推進装置とヒッグス場の限定中和による質量封じ込め装置とを組み合わせることで、回転翼や噴進装置などに全面依存せずに揚力・推力を発生させる飛行装置。一応固定翼機ではあるが、空中停止（ホバリング）やゼロ距離での旋回さえも可能とするマニューバを実現している。
フロートシステムの実用化によって、陸戦兵器であったKMFは空戦能力を獲得し、航空戦力としても主要な兵器となった。なお、第1話冒頭で語られるブリタニア軍による日本侵攻では、F-22、YF-23、Su-27の意匠を併せ持つ架空のジェット戦闘機が登場するが、日本とブリタニアのどちらの陣営に属する機体なのか、フロートシステムとの能力差についての具体的な説明は、その後劇中において一切描かれていないため、不明である。しかし、コードギアスシリーズの世界では巡航ミサイルや中距離弾道ミサイルといった現実世界のような長距離兵器が開発されておらず、爆撃も目視距離からのミサイル発射で行っていることから、あくまで爆撃機護衛用の制空戦闘機として、それも限定的運用しかされていないとも考えられる。
フロートユニット
KMFへ追加装備することを主眼としてフロートシステムを小型化・軽量化した外装用飛行ユニット。戦闘機の翼のような外観を備えており、安定した長距離飛行に特化している。ランスロット・エアキャヴァルリーにて初めて実戦投入され、その後のテストを経てコスト・エナジー消費などを調整した上で量産に踏み切られ、ブリタニアの一般用KMFへと装備されている。発光カラーは緑。
飛翔滑走翼
ブリタニアの技術者からインド軍にもたらされたデータを元に、様々な実戦テストを経てラクシャータが独自に開発した飛行ユニット（『コードギアス 双貌のオズ』より）。短いX字型の外観を備えており、ブリタニア製のフロートユニットに比べて旋回性能に特化している。試作型を白炎で運用した後、完成版を紅蓮可翔式にて実装し、量産体制が整ってからは黒の騎士団所属機全機に装備された。騎士団製以外のKMFにも互換性があり、神虎やヴィンセントなどに装備されている。発光カラーは赤。エナジーフィラーの着脱口の上にかぶせて装着するため、エナジーフィラー交換の際はまず飛翔滑走翼ユニットを取り外さなくてはならない。
エナジーウイング
セシルが考案しキャメロットで開発された。翼前縁部フレームからブレイズルミナスを応用した巨大なエネルギー翼が展開される機構となっている。キャメロットにおいてランスロット・アルビオン用装備として開発が進められていたが、紅蓮にもロイドらの趣味から装備され、その結果第二次トウキョウ決戦においての紅蓮聖天八極式にて、初めて実戦投入されることとなった。
それまでのフロートシステムを遥かに凌駕するほどの超高速飛行と旋回性能を実現しており、ウイングそのものによる対象の斬撃やエネルギー翼による機体の防御なども可能としている。
小説版でエナジーの消耗が大きいという描写がなされ、ヴィンセントやガレスでは実用が難しいという説明があった。
防御性能
装甲板などの耐弾防御能力については、エネルギーシールドを持つ第五世代相当機以降とそれ以前の機種とでは大きな隔たりがある。エネルギーシールドは展開領域外から加えられた砲弾、機銃弾といった実体弾による射撃、あるいは物理的斬撃といった攻撃を、エネルギー供給が何らかの理由で途切れぬ限り、ほぼ完全に無効化する。一方、第五世代以前の機体の防御は、防御装備であるシールドなどによる直接防御、および回避運動とソフトキルによる間接防御が主であり、在来装甲戦闘車両のそれと大差がない。具体的な装甲板の材質、構造、強度などについては設定や描写が無いが、日本陸軍の90式戦車および87式偵察警戒車と交戦したグラスゴーは、それらの車両の主砲の指向方向正面から相対することは避け、背後から攻撃して撃破している。
その他
通常の機体のMMIはディスプレイ・操縦桿・ペダルで、以下、特記事項がない場合は記述を省略している。また、MMIは特殊な事例を除いて同世代の機体ではほぼ共通のものを使用しており、MMIの仕様からもある程度機体の世代を類推することができる。また、同世代のKMFにおいても操縦姿勢に違いが見られ、椅子に座るようなシンプルなものと、馬に跨り前傾姿勢をとったような姿勢のものが存在する。また、『コードギアス 亡国のアキト』では、ニューロデバイスをパイロットに埋め込むことによって、機体を直感的かつ手足のように動かせるブレインレイドシステムが登場している。
小説版『コードギアス 反逆のルルーシュR2 ナイトオブラウンズ』によると、KMFの開発に関して「ナイトメア法」という法律が存在しており、強力なKMFがテロリストなどの犯罪者に利用されてしまうという危険性を治安面の観点から考慮して、民間での開発において法律で定められた警察が対応できる範囲の水準を超えた機体を開発することを禁じられている。だが一方で、「ナイトメア法」の内容に反対する声もある。

## ブリタニア製KMF

### 第一世代KMF
戦車などの搭乗員を安全かつ速やかに脱出させるために開発されたコックピットシステム。コックピットに足が付いただけのものを第一世代と呼称している。

### 第二世代KMF
脱出コックピットではなく、新たな分類の兵器として開発された世代。十分な性能は発揮できなかったが、「マニピュレーター」「ランドスピナー」「ファクトスフィア」が試験的に搭載された。軍事目的で特派が開発していた「ナイトメア」と、福祉目的でアッシュフォード財団の開発していた「フレーム」を統合して、「ナイトメアフレーム」という名称がこの世代で誕生した。

### 第三世代KMF
戦闘作戦行動を行うための実験機として開発された世代。機動力と兵器を保持した運用を開発目標とされた。開発の結果、動力源の出力を上げるサクラダイトの戦略的価値が高まることとなる。実戦には投入されていない。DVD2巻特典のピクチャードラマによると「イオのシリーズ」と呼ばれるものも存在している。

ガニメデ
アッシュフォード財団の主導で開発が行われた実験機。開発にはニーナの祖父も関わっている。首が無く、その位置に剥き出しのコックピットがあるが、それを除けば実戦配備されてもおかしくないほど整ったデザインをしている。
ルルーシュとナナリーの実母・マリアンヌがテストパイロットとして搭乗していた。マリアンヌが急死した（正確にはV.V.に謀殺された）こともあって、結局は正式採用されずに試作のまま幻のKMFとなり、開発情報にはロイドでも知らない部分がある。
現在は青い塗色の基本フレームのみがアッシュフォード学園に保存されており、学園祭の巨大ピザ作りのために引っ張り出される。以前はルルーシュが操縦したが、アニメ中の学園祭ではスザクが操縦。
なお、学園祭の際には外部供給動力で辛うじて動いてる状態だったが、後にゼロへの復讐に燃えるニーナの手によって動力も兼ねる新型爆弾が搭載された。が、この爆弾は未完成のため、ニーナの手で起爆スイッチが押されたものの爆発には至らなかった。
ブラックリベリオン以降は、ニーナがシュナイゼルにスカウトされたのに伴い、彼女の職場となったブリタニア本国のダラス研究所に移された。

### 第四世代KMF
第三世代KMFの代表機体であるガニメデの開発と、ほぼ同時期に行われた「実戦での実用化」を目指して開発された世代。中でもグラスゴーは、世界で初めて実戦に投入されたKMFである。グラスゴーを改良したKMFも、第四世代に分類される。

グラスゴー
ブリタニアが日本侵略時に使った、初の量産型KMF。日本占領後はブリタニアの高官からの横流しで、反帝国グループでも使われている。標準色は茶色。日本解放戦線が、本機を改造したKMF雷光をホテルジャックの際に使っていた。本機以外にも、暴徒鎮圧用の装備を施された警察仕様機ナイトポリスが存在する。武装がハンドガンと固定式のナイフになっており暴徒鎮圧用のシールドやいたるところに回転灯を装備している｡
第五世代機が登場するまで、スタントンファなどの格闘戦用の武装が無く、ランドスピナーによる超信地旋回ができなかった。またカレン曰く、初期型は熱が篭りやすくかなり居住性が悪かったらしい。コックピット天蓋部には戦車のそれのようなキューポラがあり、必要に応じパイロットはそこから顔を出して外界を目視できる。この装備は後継機サザーランドまでは見られたが、以後のKMFでは姿を消した。
サザーランドへの世代交代で旧式扱いされているが、最新鋭機からのフィードバックも繰り返されており、初期型と比べて性能は向上している。
旧式ながらもKMFが持つ制圧力の高さゆえに、例えブリタニア軍でもKMFを有さない歩兵部隊などには充分な脅威となるので、テロリストや傭兵だけでなくE.U.などの諸外国でも鹵獲された機体が運用されている。
グラスゴー（カレン機）
シンジュク事変の際にカレンが搭乗していた機体で、メインカラーは赤。扇グループが当時唯一保有していたKMFであり、シンジュクゲットーでの戦闘ではクロヴィスが投入したブリタニア軍のサザーランドとも互角に渡り合った。
『白の騎士 紅の夜叉』において、黒の騎士団結成に伴い無頼に改修され、カレンが紅蓮弐式受領まで使っていたことが明かされた。
ナイトポリス
ブリタニア警察が使用するグラスゴー。詳細はナイトポリスを参照。

ポートマン
水中での戦闘に対応した水陸両用型KMFで、海兵騎士団に配備されている。マニピュレーターは通常のKMFとは違い、3本の爪のような形状。また、ランドスピナーも通常より小さい。水中移動用の推進装置を両肩に装備している。
ポートマンII
ポートマンを実戦向きに改良し、特に上半身を強化している。フロートユニットを装備した飛行タイプもある。

### 民間用KMF
MR-1
民間にて使用されるKMF。主に運搬用に用いられる。
不要になった軍用KMFから武装や装甲などを取り除いてメインフレームのみとなった物をベースとしており、全体を折り畳める構造になっている。

### 第五世代KMF
他国のKMF開発を警戒し、対通常兵器としてのコンセプトが念頭にあった第四世代からさらに技術を進めてKMF同士の戦闘を意識した世代。物語開始時では、ブリタニアの主力量産機の世代である。ブリタニア以外の武装勢力においても戦術兵器としてKMFが導入されているため、ラウンズ専用機を含む以降のKMFは、大半がKMF同士の白兵戦を重視しての設計となっている。

サザーランド
第1期ではブリタニアの主力KMF。コックピットの居住性の向上やランドスピナーの改良などによって、グラスゴー以上のスペックを有するが、武装はグラスゴーと同等。また、大型キャノンを装備した機体もある。
純血派が使用する機体は、ファクトスフィアと肩が赤で塗装されている。また、黒の騎士団のトウキョウ租界侵攻の際には、多数の機体が鹵獲され、緑色にリペイントのうえ同陣営側の戦力として使用されている。
劇中においては物語が進むにつれ、紅蓮弐式、月下といった後発の新型上位機種のみならず、格下であるはずの無頼にまで撃破されるようになった。また、主人公ルルーシュが劇中最初に搭乗した戦闘用KMFは第1期の第2話でヴィレッタにギアスを使って奪取した純血派仕様のサザーランドであり、その後も同第7話やR2の第2話では同様の手段で本機を現地調達している。なお、R2の第4話でゼロことルルーシュが搭乗した無頼のゼロ専用機は、戦闘で失われた片腕の代用品として現地調達したサザーランドのものと思われる片腕が装着されていた。
ブラックリベリオンの1年後のR2においても主力機として、最終決戦まで広く運用されている。漫画版『コードギアス ナイトメア・オブ・ナナリー』にも登場。
後の外伝作品ではブリタニアで最も多く生産された機体ということもあって、新兵装のテスト機および専用のカスタム機などが多く確認されている。
サザーランド・エア
サザーランドがフロートユニットを装備した形態。ブラックリベリオンの際には特派専用の白いカラーリングの本機にブレイズルミナスを装備したものをセシルが操縦した。R2の時点では各方面に大量配備され、同第18話ではトウキョウ租界の総督府に潜入していたロロが強奪した本機を脱出手段として用いた。
サザーランド可翔式
純血派仕様のサザーランドに、飛翔滑走翼と大型キャノンを装備した機体。ルルーシュに忠誠を誓ったジェレミアが搭乗する。旧式の改造機だが戦闘力は高い。
サザーランドJ
ジークフリートのシステムを使って改造した機体。サザーランド・ジークのコックピットになる。そのため武装は無いに等しく、脚部に簡易的なフロートユニットを装備しており、足自体もローラーブレードのような車輪になっている。機体色はオレンジで塗装されているものの、頭部のみ従来機と変わらない配色になっている。『双貌のオズ』で登場した、サザーランドWのデータを流用した発展機だと思われる。
サザーランドII
『復活のルルーシュ』『奪還のロゼ』に登場。型式番号UPI-13。全高4.40m。重量7.88t。主力KMFだったサザーランドの設計を受け継ぐ、第七世代にあたる新型機である。
劇中では、コーネリアが率いるジルクスタン王国への潜入部隊で運用された。『奪還のロゼ』においても現役で運用されている。
サザーランド・グリンダ
グリンダ騎士団仕様のサザーランドで、『双貌のオズ 02』でライアー（オルフェウス・ジヴォン）などグリンダ騎士団の主要メンバーが搭乗している。詳細はサザーランド・グリンダを参照。
サザーランド・アイ
『双貌のオズ』において、グリンダ騎士団に加入したソキア・シェルパが搭乗した電子戦用のサザーランド。詳細はサザーランド・アイを参照。

サザーランド・ローヤル
『復活のルルーシュ』に登場。ジェレミアがかつて搭乗したサザーランドJを改修した機体ではないかと言われている。
武装はアサルトライフルのほか、特徴的な装備として両腕に「盾形多連装ハドロン砲（通称:オルガン砲）ジェレミア曰く忠誠の心」を持つ。これはブレイズルミナスを内蔵したシールドとして高い防御力を発揮する上、連結することで強力な火器となる。

グロースター
サザーランドの発展型で、KMFとの近接戦闘用に格闘性能を向上させている。ダールトンとギルフォードの機体は赤紫系、それ以外の機体は青紫系の塗装が施されている。また、背中には巨大なマントを羽織っている。
主武装のランスはサザーランドのものと違い金色に彩色されており、外周に4枚のブレードがついている。ギルフォード機にはMVSが装備された。
第1期および同時系列の作品では皇族の親衛隊やグリンダ騎士団、ユーロ・ブリタニアのエースや部隊長の機体であったが、R2ではヴィンセントのロールアウトに従って一部の一般兵にも配備されている。こちらの機体は、背中にマントを羽織っていない。
外伝漫画『白の騎士 紅の夜叉』ではナイトオブラウンズも専用にカスタマイズされた本機に搭乗し、ジノとルキアーノのカスタム機が確認されている。
コーネリア専用機
形式番号はRPI-00/SC。
量産機とは外装など細部が異なり、頭部の両側に巨大な角が生えている。また、腰部のスラッシュハーケンは大型化されており、前垂れにはブリタニア帝国の紋章が付いている。
グラストンナイツ機
量産型と同じカラーリングに肩パーツ・ファクトスフィアセンサー部・耳がブルーで塗装されており、背部にはザッテルヴァッフェ（ミサイルランチャー）、携行火器として大型キャノンが装備されている。
グロースター・エア
グロースターがフロートユニットを装備した形態。マントは羽織っていない。
グロースター・ソードマン
劇場版『亡国のアキト』において、ユーロ・ブリタニアが有する聖四騎士団のエースパイロットが搭乗。小説版によれば、装備している剣はMVSではなく、高熱を発するヒートソードである。
グロースター・グリンダ
グリンダ騎士団仕様のグロースターで、『双貌のオズ』でトト・トンプソンなどグリンダ騎士団の主要メンバーが搭乗している。詳細はグロースター・グリンダを参照。

クインローゼス
『復活のルルーシュ』『奪還のロゼ』に登場。超合衆国がグロースターを基に開発した発展機で、装甲が増設されるなどにより騎士の甲冑を模した外見となっている。機体各所にはMJ（マジカルジェット）という推進器が搭載されており、瞬間的に推進力を得ることで機動性を格段に上げている。
武装は、両肩部の付け根付近に装備されたスラッシュハーケンと、ブレイズルミナスを内蔵しシールド展開機能を備えたランス。
劇中には、一部装甲を桃色に塗装しかつてのグロースター同様の角飾りが加えられたコーネリア専用機のZ型、ギルフォードが搭乗する通常仕様のB型が登場する。
『奪還のロゼ』ではコーネリア機がロキを迎撃するために出撃している。

### 第六世代KMF
新技術を導入することにより、従来とは全く異なる画期的なKMFを模索した世代。しかし、具体的な成果を挙げられず、試作・実験機の段階で開発を終了した。
『コードギアス 双貌のオズ』シリーズではこの世代に相当する試作機が何機か登場しており、「グリンダ騎士団」で運用されているブラッドフォードとその強化型ブラッドフォード・ブレイブや、ゼットランドとその強化型ゼットランド・ハートは世代的にはこちらに含まれる。

### 試作KMF
ガウェイン
本編の主人公機。どの世代にも属さない試作KMF。全高はサザーランドの1.5倍ほどの大型KMFでKMFとしては最大級の火力を誇る。ただし、巨体ゆえに小回りが利かず格闘戦は不得意。
シュナイゼルが遺跡調査のために持ち込んだ実験機であり未完成箇所が存在したが、ゼロに奪取された後、技術者ラクシャータによって一応の完成を見る。複雑なシステムを搭載しているため、KMFとしては珍しい複座式（1人だけでも操縦は可能だが、全性能を発揮することは困難）であり、操縦は前席でC.C.が行い、指揮および各種武装の管理は後席でルルーシュが行う。
電子解析システムの「ドルイドシステム」を搭載し、両肩に加粒子砲の一種「ハドロン砲」を装備する。その破壊力は1射で多数の目標を同時撃破可能であるほか、ランスロットのブレイズルミナスをもってしても受け止めきれないほど。また集束率の変更によって広範囲をなぎ払うなども可能であり、対地対空双方に秀でた使い勝手の良い兵器として猛威を振るった。また指先はスラッシュハーケンになっており、ワイヤー部分には切断能力を有する。これを使い、敵機をコックピットを傷つけずに無力化することも可能。
6枚の翼を持つフロートシステムによる飛行と、脚部に収納された大型のランドスピナーでの陸上移動が可能。この機体のフロートシステムは、他機体のフロートユニットとは異なり、中空にホバリングした状態での高射砲台・指揮官機としての運用を前提に設計されている。なおゲフィオンディスターバーの応用によりオリジナルにはないステルス機能も獲得した。
ブラックリベリオンにおいては指揮官機として猛威をふるったが、ジークフリートの猛攻によって神根島で海中へ没し大破。その後ラクシャータによってサルベージされ、搭載されていたハドロン砲を含むシステムは斑鳩へ、ドルイドシステムは蜃気楼へと移植された。また、ブリタニア軍では本機をベースとした量産機・ガレスがロールアウトされている。
劇場版第二弾では神根島のエピソードがカットされたため、タンザニアの遺跡を調査中に中華連邦に奪われた後に黒の騎士団へ譲渡されることとなる。また、ジヴォン家が本機の開発に携わっているという設定が追加された。
『ナイトメア・オブ・ナナリー』では魔王ゼロが量子シフトで呼び出したが、ロロのヴィンセントに敗北して爆散した。だが、最終決戦では何事も無かったかのように復活しているほか、ゼロは乗り込んでいてもシートに座らずコックピットハッチを閉じず、半ば移動の足程度でしか使っていない。
名前の由来はアーサー王伝説に登場する円卓の騎士の1人ガウェイン。

### 第七世代KMF
それまでのKMFとは異なり、大量のサクラダイトを使用したコアルミナスを持つ。大出力のユグドラシルドライブにより、4mサイズでありながら、高い機動力と大出力兵器の使用を可能にしている。ロイド率いる特派の開発した実験機・ランスロットが圧倒的な性能を見せたため、ブラックリベリオン後に量産機としてヴィンセント、ヴィンセント・ウォードが開発された。初の第七世代KMFランスロットの運用過程で、ゲフィオンディスターバーの存在が実証されたため、以降の第七世代相当機にはその対策が施されている。他にも『双貌のオズ』の主人公の一人オルドリン・ジヴォンの専用KMFランスロット・グレイルとその強化型ランスロット・ハイグレイルや、マリーベル・メル・ブリタニアが搭乗したランスロット・トライアルや、ノネット・エニアグラムが搭乗したランスロット・クラブなど、幾つもの派生機が登場している。
ランスロット
特別派遣嚮導技術部（特派）がハイスペックを追求して開発したKMF。改良・発展型として以下の機体がある。
ランスロット・エアキャヴァルリー
ランスロット・コンクエスター
ランスロット・フロンティア
予備パーツから開発された、C.C.専用のピンク色のランスロット。撃破されたパーシヴァルのミサイルシールドを回収して装備している。
ランスロット・レオ
ゲーム『ロストストーリーズ』で西武ライオンズとのコラボレーション企画で登場。ライオンズのユニフォームを思わせる白と青の塗装に胴体前面に獅子を象った装甲が取り付けられている。手持ち装備はバット。

### 第七世代相当のKMF
ヴィンセント
ランスロットをベースにした量産機の試作型、ランスロット・トライアルを経て開発された量産試作機。
従来のKMFを遥かに凌ぐ運動性能を持ち、脚部に加えて両肩先端部に搭載された計4基のランドスピナーを用いることによりアクロバティックな三次元運動力を誇る。大きくせり出した両肩には新型のファクトスフィアも搭載されており、その光学測距能力はランスロットを凌いでいる。コックピットには脱出機能も完備。
腰部に強化型スラッシュハーケンが2基装備されており、機体をハーケンにより持ち上げ跳躍することも可能。また両腕肘部にはブレイズルミナスを応用した特殊兵装・ニードルブレイザーが内蔵されており、槍状にエネルギーを展開して肘打ちの要領で攻撃するほか、シールドとして防御に使用することも可能。ランスタイプMVSはコックピット下部に柄が縮小した状態で2基マウントされ、使用時は柄を伸ばした状態で連結させる。
生産展開としてはヴィンセントをベースにしたヴィンセント・ウォードが実際の量産機として配備され、この「初期量産試作型」としてのヴィンセントは少数が一部の精鋭部隊に配備されている。
ロロ機
機密情報部所属のロロに貸し出されていた金色の機体。本来はギルフォード麾下の騎士であるトーマス・キンメル卿の乗機であったが、ルルーシュの奸計で寝返ったロロがキンメルを暗殺して奪い取った。本来の高性能に加えてロロの絶対停止のギアスを併用することで、高い戦闘能力を発揮する。
当初はルルーシュが日本国内で黒の騎士団と合流する際の移動手段に用いられた。後に飛翔滑走翼が装備され、空中戦にも対応できるようになり、暁の標準装備である速射砲を左腕部に装備した。ギアス嚮団殲滅作戦にて実戦投入されたが、V.V.のジークフリートとの白兵戦によって左腕と両脚を破壊され中破する。その後、V.V.を追って行ったルルーシュを探しに、損傷したまま他の黒の騎士団KMFと共に嚮団施設内部に再降下。これを最後にストーリーには登場しなかった。
『ナイトメア・オブ・ナナリー』ではロロが搭乗し、両腕を覆うほど巨大な砲身を持ったハドロン砲を2基装備していた。人工筋肉「マッスルフレーミング」や「ギアス伝道回路」が搭載されている。また、ロロのギアスによる量子シフトで、離れた場所から呼び出すこともできる。ハドロン砲以外にも、パイロットであるロロのギアス「ジ・アイス」を使った冷凍攻撃も可能である。
指揮官機
指揮官専用機として少数実戦配備された、パープルカラーを基調とした機体。ロロ機と比較して、高速ネットワーク機能・部隊間通信システムといった情報処理能力と、ECCMへの抗堪性が強化されている。汎用型フロートユニットが装備されており、空中戦にも対応可能。劇中ではギルフォードが搭乗したが、1機目は紅蓮可翔式との戦闘で撃破され、続いて配備された2機目は第二次トウキョウ決戦にて、フレイヤの爆発に飲まれ消失した。
グラウサム・ヴァルキリエ隊機
ルキアーノ直属部隊であるグラウサム・ヴァルキリエ隊が搭乗する。カラーリングはピンク。基本装備は従来機と同様。第二次トウキョウ決戦の際に紅蓮聖天八極式の攻撃を受け、全機撃墜された。
ロイヤルガード機
皇帝直属部隊の兵士が搭乗する。カラーリングは緑。指揮官機と同じ装備のほかに、対ナイトメア戦闘用大型ランスを装備している。
ヴィンセント・グラム
『双貌のオズ 02』でライアー（オルフェウス・ジヴォン）が搭乗した、ヴィンセントの派生機。後に、ライアーが表向きオルドリン・ジヴォンに討ち取られたことで、ヴィンセント・グラムノワールへと改修されてヨハン・シュバルツァーがダモクレス最終決戦で搭乗する。詳細はヴィンセント・グラムおよびヴィンセント・グラムノワールを参照。
ヴィンセント・グリンダ
『双貌のオズ 02』で登場する、大グリンダ騎士団のリドール・ナイツ仕様の真紅のヴィンセント。詳細はヴィンセント・グリンダを参照。

ヴィンセント・ウォード
ヴィンセント指揮官機のデータをフィードバックして生産された、ブリタニア軍の新世代量産型KMF。ランスロットを基に得た機動力によって第五世代を上回る性能を誇りグロースターに次ぐ次代の主戦力として大量配備が進められており、最終決戦ではブリタニア軍の中核機としてガレスと共に布陣している。
新型ファクトスフィアとランスタイプMVS、脱出機能付きコックピット以外の装備を省き、サザーランドと同様のスタントンファを両腕に装備した後期量産型として開発された。汎用型フロートユニットを装備した機体も存在する。

ガレス
ガウェインをベースにした量産機として製作されたKMF。従来の量産型KMFより若干大型のボディとなっている。基本カラーは黒と灰色。ヴィンセント・ウォードと共に、黒の騎士団の襲来に備えエリア11を中心に大量配備が進められている。
両腕部にはガウェインとほぼ同型のハドロン砲、両胸、両足にはミサイルポッド、さらに両腰に4連スラッシュハーケンを装備しているなど、ガウェイン以上の重装備を誇る。ドルイドシステムのような一部の機構は省かれ、システム面では簡略化されている。
主にグラストンナイツが搭乗しているが、ブリタニアと旧皇帝派・黒の騎士団の連合軍による最終決戦ではブリタニア一般兵により複数が運用された。『双貌のオズ 02』では、スペインでのダモクレス攻略戦でマリーカ・ソレイシィが搭乗する。
名前の由来はアーサー王伝説に登場する円卓の騎士の1人にしてガウェインの末弟ガレス。

### ナイトオブラウンズ専用KMF
ブリタニア皇帝直属の騎士・ナイトオブラウンズには、専用のKMF開発用チームがあり、それぞれ自分の特性にあったワンオフのKMFを所持している。第七世代基準の技術が用いられており、第八世代KMF相当の性能を持つ。名前の由来は、いずれもアーサー王物語の円卓の騎士の名前である。

ギャラハッド
ビスマルク（ナイトオブワン）専用KMF。ガウェインの流れを汲んで開発されたために、通常のKMFよりも巨大で、胸部の形状や固定式のフロートユニットなど、多くの類似点があるが、コックピット部は単座型で、機動性もガウェインを大きく上回り、ブリタニア最高峰の性能を誇る。基本カラーは黒と薄紫。初登場はR2・16話。
主武装は背中に装備された、皇帝シャルル自らが命名した剛剣・エクスカリバー。ギャラハッド自体の全高すら上回るほど巨大な刀身はエネルギーを流すことで攻撃、防御共に高い威力を誇る。鞘の先端部には陸上での機動性を損なわないために、ランドスピナーが装備されている。
指先はガウェイン同様スラッシュハーケンとなっており、それによる標的の捕縛に加え、肉薄されての近接戦闘に備えて両腕にはブレイズルミナスが搭載されており、隙を見せない剣術を行う。
『R2』第22話ではルルーシュの皇位簒奪に反発して出撃したが、ランスロット・アルビオンの圧倒的ポテンシャルとルルーシュに受けたギアスを逆手に取って力に変えたスザクの技量の前にエクスカリバーごと機体を両断され、撃破される。そのエクスカリバーは黒の騎士団が回収し、ラクシャータの手によって後述のトリスタン・ディバイダーの装備として生まれ変わることになる。
『双貌のオズ』では、オイアグロ・ジヴォンがガウェインで得られたデータを元に大型機のパワーを近接戦闘に活用する運用方法を検討し、その初期型の側面を有している設定が加えられた。「O2」では既にビスマルクが搭乗していたが、エクスカリバーと専用のフロートユニットがロールアウトしていなかったために大型のランスを装備して陸戦仕様で出撃している。

トリスタン
ジノ（ナイトオブスリー）専用KMF。直線的な速度に優れたフォートレスモードと、3次元的な機動性能に優れたKMFモードの2種類の形態を切り替えることができる可変KMF。この特性を活かした、状況を問わない超高機動戦闘を得意としている。基本カラーはトリコロール。
主な武器は両腕の巨大なメギドハーケン。ブースターが付随されており、威力の上昇と射出後の複雑な動きを可能にしている。また射出後に2基を合体させることで、高い威力のビームであるハドロンスピアーを発射できる。また主翼内部に格納され、連結させることも可能な2基のハーケンタイプMVSにより、中距離戦・複数戦にも対応している。
ルルーシュの皇位簒奪に反対し出撃したが、ランスロット・アルビオンの圧倒的ポテンシャルの前に中破する。
『ナイトメア・オブ・ナナリー』ではアーニャが搭乗するエデンバイタル教団所有機となっており、額部分にエデンバイタル教団の紋章が描かれている。また、武装は「自在軌道可変型MVSハーケン」と呼ばれる、独自のブースターが内蔵され、刃の部分がMVSとなっているスラッシュハーケン6基となっている。この武器は射出後にランチャーに戻さずとも連続使用が可能であり、オールレンジ攻撃を可能としている。作中ではアニメ版であったフロートシステムとランドスピナーがない。また、デザイン面でもロボット然としたテレビ版と異なり、作中のマークネモのようなスリムで人間的な外見をしている。
『双貌のオズ』によればブラックリベリオンの時点で既に試作機にあたるブラッドフォードがロールアウトしており、それをさらに空戦型に特化させたのが本機である。しかし、開発主任者のウィルバー・ミルビル博士が主義派組織に離反したために開発元のシュタイナー・コンツェルンがKMF開発競争から脱落、ジノの研究チームとして解体再編されることとなった。また、設計データ時点では頭部のアンテナはモヒカン状であり、競技用KMFのプライウェンの角を見たジノがそれを気に入り、変更した模様。
トリスタンとブラッドフォード以外にもシュタイナーコンツェルンでは複数の可変飛行型KMFの設計データが存在したが、主義派組織「タレイランの翼」で運用された前述の二機とサマセット以外のデータは全て失われている。
トリスタン・ディバイダー
ランスロット・アルビオンとの戦闘に敗北し中破したトリスタンを、ラクシャータたちが改修した機体。
フロートシステムは飛翔滑走翼へと換装されている。改修による機体出力の上昇に加え、両断されたギャラハッドのエクスカリバーを改修した一対の実剣が追加装備されており、蜃気楼の絶対守護領域すら破ることができる。なお改修後もフォートレスモードへの変形は可能で、その際エクスカリバーは飛翔滑走翼の側面にマウントされる。
最終決戦ではジノが、ルルーシュ率いる新生ブリタニア軍から離反したため、黒の騎士団側として参戦し、ダモクレス突入後、その圧倒的な攻撃力で蜃気楼を大破に追い込むも、第九世代KMFのランスロット・アルビオンとの一騎討ちで上半身と下半身を両断され戦闘不能となった。
『新潔のアルマリア』では修復されており、ジノが指揮する部隊「グリーンフォース」の隊長機として運用され、カラーリングも緑基調に塗り替えられている。キルギスの騒乱鎮圧のため出動した際、「ピュアエレメンツG」の異名を持つ謎のKMF・鞠熾天との戦闘で翼と脚部を破損する。
『奪還のロゼ』では、ロキを迎撃するために出撃する。カラーリングは『新潔のアルマリア』と同じく、緑基調となっている。
キースリー
『新潔のアルマリア』に登場。トリスタンの簡易量産機。

モルドレッド
アーニャ（ナイトオブシックス）専用KMF。凄まじい砲撃性能と防御力を誇る重量級KMF。その火力とパワーによる強襲戦闘を得意としている。基本カラーは赤紫。
主武装は両肩にある二対の装甲を連結させることで構成される4連ハドロン砲・シュタルクハドロンであり、浮遊航空艦でさえも一撃で破壊してしまうほどの威力を誇る。また全身に小型ミサイルが内蔵されており、総合的な火力はケタ違いとなっている。超重装甲と機体全周をカバーするブレイズルミナスを併せ持ち、防御力も最高峰のレベルである。
機体の出力も極めて高く、KMFの頭部を片手だけで粉砕するパワーと、重量級ながらグロースターにも匹敵するほどの機動力を併せ持つ。
最終決戦においては、黒の騎士団と連合したシュナイゼル軍の唯一のKMFとして参戦し、ジェレミアのサザーランド・ジークと死闘を繰り広げるが、大破した外装部分をパージし、その爆発を隠れ蓑にしたサザーランドJの予想外の特攻によってブレイズルミナスの展開が間に合わず防御可能範囲の内側に取り付かれ、その自爆を受けて中破した。
『双貌のオズ』では、モルドレッドの試作機ゼットランドが登場している。劇場版では既にロールアウトしていたが、まだ武器などいくつか試作段階の状態であった模様。
モルドレッド・ビルドアップ
『復活のルルーシュ』に登場。
モルドレッドをベースに、ロイドの好みを勝手に反映させて改良した機体。
主武装であったシュタルクハドロンは、ハドロン砲とシールドに分けられ、右腕にハドロン砲と一体化となるよう変更された。また、シールドは広範囲にブレイズルミナスを展開し、自機だけでなく僚機を防衛するのに役立つことが出来る。

パーシヴァル
ルキアーノ（ナイトオブテン）専用KMF。ヴィンセントをベース機として過剰なまでの攻撃兵装を搭載し、突破力に特化したKMF。基本カラーは薄紫。
右腕に装備された巨大な4本のクローは、右腕を基点に高速回転させることでブレイズルミナスで形成されたドリル（ルミナスコーン）となり凄まじい破壊力を誇る。さらに頭部・両肩からは円錐型強化スラッシュハーケンが突出しており、近距離での白兵戦において優れた性能を発揮する。また砲撃面においても、左腕に装備されたミサイルを内蔵したシールドや、両腿部に内蔵された弾丸のように放つタイプのハドロン砲などの強力な武装を備えており、状況に応じた戦闘を行うことも可能。
第二次トウキョウ決戦においてグラウサム・ヴァルキリエ隊とともに蜃気楼を撃破寸前まで追い詰めるが、そこへ現れたカレンの紅蓮聖天八極式に悉く武装を潰され、最期は輻射波動で撃破された。その後、ミサイルシールドはランスロット・フロンティアの装備として回収・流用された。

### 第九世代KMF
キャメロットが、持てる技術の粋を結集して開発した究極のKMF。ナイトオブラウンズ専用機を含む在来機とは圧倒的な性能差を持ち、これらの機体を一気に旧式にしてしまった。最大の特徴は、新型飛行システムのエナジーウイングを装備していることで、従来とは比較にならないほどの高速飛行が可能になった。テレビ放映終了時では、ランスロット・アルビオンと紅蓮聖天八極式のみが第九世代機となり、モルドレッド以外のナイトオブラウンズ専用機を全て撃破している。
ランスロット・アルビオン
ランスロットの流れを汲む、驚異的な機体性能を誇る新型機。
ランスロット・アルビオンゼロ
『復活のルルーシュ』の前日譚『黒のアルビオン』で登場した、KMF開発チーム「パール・パーティー」が開発した機体。

### その他のKMF
ヴェルキンゲトリクス
『亡国のアキト』に登場するシン・ヒュウガ・シャイングが搭乗するKMF。詳細はヴェルキンゲトリクスを参照。
グラックス
『亡国のアキト』に登場するジャン・ロウが搭乗するKMF。詳細はグラックスを参照。
アフラマズダ
『亡国のアキト』に登場するアシュレイ・アシュラが搭乗するユーロ・ブリタニアの重武装KMF。詳細はアフラマズダを参照。
リバプール
『亡国のアキト』に登場する、ブリタニア軍の二足型無人機動兵器。詳細はリバプールを参照。
シェフィールド
『双貌のオズ』に登場するソキア・シェルパ専用の電子戦用KMF。後に、強化型のシェフィールド・アイに改修されて、ソキアがダモクレス最終決戦で搭乗した。詳細はシェフィールドおよびシェフィールド・アイを参照。
サマセット
『双貌のオズ』に登場する飛行試作用の可変型KMFで、ウィルバー・ミルビル率いる武装組織「タレイランの翼」や賛同者であるアレクセイ・アーザル・アルハヌスが結成した反皇族テロ組織「タレイラン・チルドレン」が使用している。詳細はサマセットを参照。
アグラヴェイン
『双貌のオズ』に登場するオイアグロ・ジヴォンが搭乗するKMF。詳細はアグラヴェインを参照。
プライウェン
『双貌のオズ』に登場する、KMFリーグの競技団体『ファイアーボールズ』を率いるアレッサンドラ・ドロスなどが使用している、グラスゴーを競技用に改造した民間用KMF。詳細はプライウェンを参照。
エストレヤ
『双貌のオズ』に登場する、エリア24のレジスタンス組織『マドリードの星』が、サザーランドのコピー生産機を独自改造したKMFで、『マドリードの星』リーダーのフェルナンド・ノリエガと妹のマリルローザ・ノリエガが搭乗する。詳細はエストレヤを参照。
ムーサ
『復活のルルーシュ』に登場。詳細は『ムーサ』を参照。
メドラウド
ゲーム『ロストストーリーズ』のキャラクターストーリー「まるでお揃いのドレスを仕立てるように」に登場。モルドレッドの姉妹機で相互リンク機能を持つ。マリアンヌのわがままでC.C.用の「お揃い」の機体を作ろうとしたが、殺害された後に精神を潜ませたアーニャを経由して発注。完成後に登録申請されないまま放置されていたところを、ルルーシュがブリタニア皇帝になってから戦力の棚卸しをした際に発見されたという経緯を持つ。マリアンヌがCの世界で本当の意味で死亡した後であるこのエピソードの時点では「お揃い」を使う意味は失われ、C.C.はこの機体を使おうとはせずランスロット系の新たなKMFを望んだ。

## 日本製KMF

### コピーKMF
無頼（ぶらい）
グラスゴーを日本側がコピーしたKMF。基本設計やスペックはグラスゴーと同等だが胴体部に装備されたサザーランドと同型の対人機銃、腕部マニピュレーターに取り付けられたナックルガードなど改良されている箇所がある。日本解放戦線は濃緑とOD、黒の騎士団は黒と暗灰色、それぞれ塗装の基調色としている。
ブラックリベリオン後も黒の騎士団の戦力として活躍していたが、太平洋上でのナナリー座乗艦襲撃においてことごとく破壊された。
漫画『ナイトメア・オブ・ナナリー』にも登場。ホテルジャック事件に投入された。
無頼（カレン機）
カレンが扇グループ時代から使っていたグラスゴーのパーツを換装し無頼に改修したもので、赤系統のカラーリングも引き継いでいる。黒の騎士団立ち上げ当初は唯一の保有KMFとして活躍していたが、リフレインの売人と癒着するブリタニア警察のナイトポリスとの戦闘で中破した。その後カレンが紅蓮弐式に乗り換え、他の団員も新たに通常仕様の無頼を入手したことから、本機は修理されることなく長期に渡り死蔵されることになり、結果蓬莱島への移動時点で黒の騎士団が所有する唯一の無頼になった。外伝『白の騎士 紅の夜叉』にてカレンの後輩になった朱城ベニオに譲られ、その際の再改修で右腕をパイルバンカー一体型の「特参型腕部」に換装している。
無頼（ゼロ機）
ゼロことルルーシュが搭乗する無頼。塗装の基調色はダークブルーで、頭部の一部はマルーンでかつ金の角飾りが施されているのが特徴。性能そのものは通常仕様と変わらず、ルルーシュ自身も凄腕のパイロットではないため最前線での戦闘はあまりせず、何度か撃墜されている。ブラックリベリオン以前は神根島でガウェインを奪取するまで運用された。黒の騎士団壊滅後は同一仕様の機体をC.C.が使用しながら各地を転戦し、シャルルの記憶操作から解放されゼロに戻ったルルーシュに返却。蓬莱島に拠点を移しラクシャータから蜃気楼を受領するまで使用していた。

無頼改（ぶらいかい）
無頼の改良型。指揮官機は白を基調としており、頭部から昆虫の触角のようなアンテナが出ている。出力を強化しているほか、刃がチェーンソー状の日本刀・廻転刃刀を装備している。
キョウトから日本解放戦線へ供与され、藤堂をはじめ四聖剣が使用する。グロースターと互角の戦闘能力を持つ。藤堂ら5人は受領したばかりの本機でナリタ攻防戦に急遽参戦して善戦するが、初陣であるこの戦いで全機が失われた。このため、無頼改の実戦投入は一度きりであった。
小説版では、黒の騎士団でも運用されている。

雷光（らいこう）
日本解放戦線の草壁中佐による河口湖ホテルジャック事件の際に切り札として持ち込まれた「多脚砲台」。日本解放戦線壊滅後は、黒の騎士団で使用が続けられた。
大型リニアキャノン（超電磁式榴散弾重砲）の両側面に歩行装置として2×2（計4機）のグラスゴー（鹵獲機）を取り付けることで自走可能とした兵器。グラスゴーの頭部、腕部は撤去され、首と各片腕の付け根は本体とのジョイントになっている。また各腕部のもう片方は「四連腕部自在砲台」と呼ばれる近接防御用の砲熕兵器に換装されている。一方、砲上部は巨大な円盤型レドームになっているが、その四方には撤去された4機分のグラスゴーの頭部が警戒センサーとして設置されている。
リニアキャノンは発射に要する電力が膨大であるために本体のみではまかなえず、外部に接続した乾電池状のバッテリー3本から有線供給を受けている。また、次弾発射まで時間が掛かるため、運用には直衛機が欠かせない。
『双貌のオズO2』では黒の騎士団が第二次トウキョウ決戦時において、大型リニアキャノンを荷電粒子ビーム砲に換装し、火力を第七世代クラスまで引き上げた改良モデルを3機実戦投入している。この時は従来モデルとは異なり、荷電粒子ビームを反射する反射板を装備したKMFを中継機とすることで、雷光本体がどこから発砲しているのかをブリタニア軍側に悟らせないという新しい戦法が用いられた。
漫画『ナイトメア・オブ・ナナリー』にも登場。こちらはリニアキャノンに直接四脚が生えた独自のデザインであり、地下通路の搬送用リニアレールを流用、通路全体をリニアキャノンとしている。その弾速は、エースパイロットのジェレミアらが回避できずに撃破されるほど。
ゲーム版では、鹵獲されたものと思われる雷光がサンダーボルトの名称で、ブリタニア軍でも使用されている。カラーリングが黒から青になっているのが特徴。

### オリジナルKMF
無頼や雷光のようなブリタニア製KMFのコピーやカスタム機ではなく、それらとは大きく異なる独自の設計思想から開発された機体群。エナジーフィラーをはじめとしたブリタニア製KMFとのパーツや武器の互換性は保持している。ただし、設計・開発そのものはインド軍区で行われており、純粋な日本製というわけではない。ブリタニア製KMFが潤沢な支援を前提としてアタッチメントによる兵装交換を容易にしているのに対し、黒の騎士団オリジナルKMFは補給を少なくして単機での稼働時間を上げるという違いがある。
角ばった印象が強い第五世代までのブリタニア製KMFに対し、全体的に流線型で細身のフォルムを持つ。高機走駆動輪（ランドスピナー）は踵を蝶番として上方へ跳ね上げ、脹脛に収納される構造で、被弾などへの抗堪性や直進性能に優れる。しかし、ステアリングや横移動、間隙垂直面登坂の機能は有していない。また、暁一般仕様以外は脛部に装甲が無いため、駆動輪を展開すると脛〜脹脛が吹き抜け状態になる。それゆえ、踝に外付けされて自在に可動するブリタニア系KMFのランドスピナーとは、一長一短がある。
飛燕爪牙（スラッシュハーケン）はキューブ状の先端部が上下に開く構造となっている。ファクトスフィアは搭載していない。その理由は劇中や関連書籍では言及されていないが、プラモデル『メカニックコレクション1/35紅蓮弐式』付属解説書（バンダイ）にのみ、機体各部に分散配置された「統合環境情報処理集合体」という「多数のセンサーの集合体」がファクトスフィアの代わりを務めているからである旨の説明がある。また、この「統合環境情報処理集合体」は機体起動時にのみ展開するため、普段外からは見えないものらしい（劇中では描かれていない）。
コックピットはグラスコックピットを採用しており、前方壁面の装甲板そのものが液晶ディスプレイを兼ねた特殊防弾ガラスになっている。機体を制御するOSの起動画面や各種機内外情報もここに表示される。また、コックピットハッチ解放時にのみマジックミラーのように透明化し、パイロットに目視視界を与える。このため、その時前方視界の妨げになる機体の頭部は胸部に収納される。シートはオートバイのように前傾姿勢でまたがって操縦する機構となっており、従来の後傾式操縦席と比べてパイロットとの一体性に優れる。ただ、長時間の作戦行動において重要な居住性は後傾式のほうが優れている。ハッチを閉じるとパイロットは身を起こすことすらできず、狭いために居住性は劣悪であることに加え、前のめりになっているパイロットの体重を支えなければならない操縦桿は堅牢な構造とロック機構を備えているという。
蜃気楼を除く機体には、脱出機能の存在が確認されている。

#### 火炎型フレーム
紅蓮壱式
インド軍区で数機制作された、試作用KMF。詳細は紅蓮壱式を参照。
白炎
『双貌のオズ』の主人公の一人オルフェウス・ジヴォンが搭乗する、紅蓮壱式をベースにカスタマイズされたKMF。詳細は白炎を参照。
白炎可翔
烈火白炎
業火白炎
紅蓮弐式（ぐれんにしき）
初の純日本製KMFであり、第七世代KMFに相当する性能を持つ、黒の騎士団最強のKMF。1機しか造られておらず、劇中、3度の改修・強化を経て以下のような仕様に変化してゆく。
紅蓮弐式甲壱型腕装備（ぐれんにしきこういちがたわんそうび）
紅蓮可翔式（ぐれんかしょうしき）
紅蓮聖天八極式（ぐれんせいてんはっきょくしき）（第九世代相当）
紅蓮特式（ぐれんとくしき）（第九世代KMF）
紅蓮特式 火焔光背
紅鬼灯（べにほおずき）
外伝『白の騎士 紅の夜叉』に登場する、紅蓮系列のカスタムKMF。カレンがブリタニア軍に捕まった後に、朱城ベニオが受領・搭乗していた。朱城ベニオが加苅サヴィトリと共にゼロ（ルルーシュ）のギアスで黒の騎士団に在籍していた間の記憶を失って、黒の騎士団を辞めた後の紅鬼灯の所在は不明。
紅蓮丙式（ぐれんへいしき）
ゲーム『ロストストーリーズ』のイベント「夢のひととき」に登場。黒の騎士団主要メンバーがそれぞれ異なる色の機体を駆り戦隊シリーズのようなノリで登場するが、イベント名の通り夢オチであった。
零陽炎（ぜろかげろう）
ゲーム『ロストストーリーズ』に登場。ゼロ専用機として開発中であったが、情報処理能力に優れ指揮官に向くガウェインを鹵獲したことで、中断している。
鞠熾天（マリシテン）
『新潔のアルマリア』に登場。紅蓮聖天八極式のコピーKMF。

#### 月影型フレーム
月下（げっか）
ラクシャータを中心にキョウトの反帝国グループが開発した機体で、グロースターやサザーランドを上回る性能を誇り第七世代KMFに相当する機動性を誇る（小説版では運動性能の面で、若干紅蓮弐式に劣るとされている）。紅蓮壱式を落とし込んで作られた量産型であり、紅蓮弐式の兄弟機のようなポジションである胸部の基本形や背部コックピットブロック、腰部は、全く同型である。
輻射波動機構が省略され汎用性が高くなった右腕、アタッチメント式に改良された速射砲を装備する左腕を持ち、飛燕爪牙の形状は紅蓮弐式と同様である。
基本武装は無頼改と同様、刃の部分がチェーンソーのように高速回転して切り裂く廻転刃刀。指揮官機1機と、灰銀色の量産機4機がキョウトより黒の騎士団へと供与され、指揮官機に藤堂、量産機に四聖剣が搭乗する。
ブラックリベリオン後も予備機がブリタニアに発見されず残っていたが、太平洋奇襲作戦をもって全機破壊され仙波崚河も戦死した。この時は、藤堂も量産型に乗っていた。
なお、本編で黒の騎士団が使用したタイプは「朔型」と呼ばれる。それとは別に、反ブリタニア勢力への輸出を目的とした「望型」も存在している。「朔」は新月の意味があり、逆に「望」は満月を意味する。
黒の騎士団で運用された機体はブラックリベリオン後に何機かがブリタニアに鹵獲され、研究用として保管されている。
指揮官機
藤堂が使用する指揮官機。黒いカラーリングで、二房の赤い髪の毛状の衝撃拡散自在繊維が追加されている。
制動刀は柄の先が飛燕爪牙となっているほか、峰部分にブースターが設けられており、高機走駆動輪との併用しての高速移動や、推進力を利用しての斬撃の威力上昇を可能としている。また、刀を返した瞬間にブースターを吹かすことにより通常不可能な速度での切り返しが可能。初期は刀身が細身のものを使用していたが、後に刀身が大型のものへ変更された。
ブラックリベリオン時にゼロが失踪するもなお奮戦するが、その後は不明（藤堂はブリタニアに捕まったため、戦闘不能になったのは確かである）。
月下（先行試作機）
ゲーム『コードギアス 反逆のルルーシュ LOST COLORS』に登場する、主人公が搭乗する月下の先行試作機。詳細は月下（先行試作機）を参照。
月下紫電
『双貌のオズ』に登場するズィー・ディエン専用KMFで、ガナバティが発注した月下のカスタム機。詳細は月下紫電を参照。
ゲッカ・カスタム
『双貌のオズ』に登場するダスコ・ラ・クレルモンが搭乗する、月下のカスタム機。さらに改良を加えた、ゲッカ・アロンソという機体も登場する。詳細はゲッカ・カスタムおよびゲッカ・アロンソを参照。
鳴砂（なりすな）
『双貌のオズ』に登場する月山玄信が搭乗する、月下望型の改良機。詳細は鳴砂を参照。
新月（シンゲツ）
『新潔のアルマリア』に登場。宗賀ハクバが乗る月下の改修機。

暁（あかつき）
ブラックリベリオン後に、ラクシャータが新たに開発した黒の騎士団の主戦力KMF。基本カラーは灰銀色。
メインフレーム・コックピットは月下とほぼ同じ仕様で、全性能が月下を上回る。脚部は装甲が施されているため、高機走駆動輪を展開しても中空にならない。両腕部は月下同様アタッチメント式となっており、状況に応じてハンドガンやバズーカ砲などの様々な武装を装備できる。なお、量産機の装備する廻転刃刀は、柔軟な部隊運用と消費電力を抑えることを目的として折り畳み式となっており、刃の廻転部分が小さい（直参仕様や一部の暁は、通常の廻転刃刀を装備している）。
黒の騎士団が蓬莱島に移った直後、インド軍区から斬月などと共に送られ、各部隊に配備された。後に、飛翔滑走翼も全機に装備された。
第二次トウキョウ決戦や最終決戦でも、黒の騎士団の主力KMFとして運用された。
先行生産型の一部は新装備の試験運用型としてカスタマイズされ、その中の1機が『双貌のオズO2』に登場するアマネセールである。
暁 直参仕様 （あかつき じきさんしよう）
暁を指揮官・エースパイロット用にカスタマイズしたKMF。基本カラーは青。C.C.の専用機は薄いピンク色。頭部の形状が変化しており、その他の外観は月下と全く同型。
量産機に比べて基本性能と通信機能が強化されているほか、輻射波動を利用したシールド・輻射障壁など、様々な武装が追加されている。脚部は、紅蓮の機体と同じ中空型に戻されている。
暁改
『奪還のロゼ』に登場する、暁のカスタム機。ネオ・ブリタニア帝国に反抗する各レジスタンス勢力が運用する主力量産型KMFだが、旧型機になりつつある。

斬月（ざんげつ）
ラクシャータが藤堂専用機として開発した高性能機で、型番上は暁よりも先に造られている。頭部と胸部前面以外の形状は月下と同型。
ランスロット・コンクエスターとも互角に戦えるほどの性能を誇る。基本カラーは黒で、月下（藤堂専用機）同様二房の赤い髪の毛状の衝撃拡散自在繊維が追加されている。これは機体の放熱機構や通信機能の強化、敵機の武装にからめて無効化するほか、直接攻撃から機体を守る役割を果たしており、ランスロットのブレイズルミナス発生状態の回し蹴りをも受け止める強度を誇る。
基本性能は暁直参仕様をも上回り、飛翔滑走翼や輻射障壁などの最新装備も完備。制動刀は月下と同じく刀身が大型のものを使用する。これらの装備を駆使することにより応用に富んだ戦闘を可能としている。
最終決戦では、藤堂の力量もあってルルーシュ率いるブリタニア軍の量産機を圧倒するが、ルルーシュの秘策である富士山噴火で火山弾の直撃を受け、致命傷を負いながらもランスロット・アルビオンと交戦するが撃破される。
鳴月
『復活のルルーシュ』の前日譚『黒のアルビオン』において、古仁科諒が搭乗するKMF。詳細は不明だが、藤堂が『R2』で搭乗したKMF斬月を落とし込んで製作された、黒の騎士団の指揮官用KMFだと思われる。
蒼月（そうげつ）
ゲーム『ロストストーリーズ』に登場する主人公専用機。月下の先行量産機のうちの一つ。似た立ち位置の月下（先行試作機）とは違い輻射波動は搭載されず、廻転刃薙刀と大型シールドを装備する。
空明蒼月（くうめいそうげつ）
ゲーム『ロストストーリーズ』に登場する主人公専用機。蒼月の改修機で大幅なオーバーホールのために一度完全分解した後に再度組み上げため、元の機体よりも機体サイズは若干大きくなっている。フロートユニット「飛翔滑走翼」の搭載に加え、シールドの爪の間から電撃を射出して敵機をショートさせる新兵装「超電雷撃」が追加されている。

#### その他
蜃気楼（しんきろう）
ラクシャータが開発した可変KMFにして、ゼロ専用機。『公式ガイドブック コードギアス 反逆のルルーシュ R2 The Complete』では、ナイトオブラウンズ専用機と並んで第八世代相当に分類されている。KMFモードの他にフォートレスモードへの変形機構を備え、水中航行も可能としており、陸海空全てに対応できる万能機である。基本カラーは黒と金。
指揮管制機能を付与したワンオフ機としての性能に特化した機体であり、戦闘状況を把握して戦局を導くための情報解析システムを内蔵している 。ガウェインから移植・流用されたドルイドシステムを用いて制御される全方位エネルギーシールド・絶対守護領域を機体周囲に展開し、全方位からの一斉射撃や至近距離からのモルドレッドのシュタルクハドロンすら無効化するなど、KMFとしては次元の違う防御力を実現している（開発したラクシャータ曰く「世界最高峰の防御力」）。さらに両前腕部には弾丸のように放つハドロンショットを、胸部にはプリズム状に凝固させた特殊な液体金属を射出しそれを追うように高威力のビームを打ち込むことで、広範囲にビームを乱反射させ長距離かつ広範囲の標的を一度に殲滅する兵器・拡散構造相転移砲が搭載されており、攻撃力・防御力に優れた最高クラスのスペックを獲得している。なお、拡散構造相転移砲は液体金属を用いない一点集中砲撃も可能。
またルルーシュはギアスを掛けるための仕掛けを施しており、劇中ではチャフのように鏡を散布させてそれらの反射によってシャルルにギアスを掛けた。なお劇中では使用されなかったが、スラッシュハーケンを両膝に1基ずつ装備している。
コックピットは広くスペースの取られた居住性の高い座席式で、ゼロの仮面や衣装を収納できる。操縦は通常のKMFと同様の形式による主動作と、コックピットに現れるコンソール（操縦桿が下がり左右からサブディスプレイ右側からタッチパネル式キーボードが出てくる）からのキーボード形式による武器管制を切り替える仕組みとなっている。なお武器管制時は基本的な動作の半分は、コンピュータによって学習された動作プログラムによる自動制御で行われており、KMF操縦技量は問われないが、情報解析や絶対守護領域の展開範囲計算、拡散構造相転移砲の反射角計算などは手動制御であるため、優れた状況判断力と演算処理力が重視されており、ルルーシュでなければ扱うことは難しい。
単独での航続距離、航行速度の面で優れているため、片道数時間で日本と中華連邦を行き来することが可能。
第二次トウキョウ決戦後、黒の騎士団から粛清されそうになるルルーシュを救うため騎士団からロロが奪取、その後はルルーシュ自身の専用機として使用される。富士山上空の最終決戦において、ブリタニア皇帝に即位したルルーシュの専用機としてランスロット・アルビオンと共に新生ブリタニア軍の象徴となっており、その情報解析力と演算処理力を応用してフレイヤ・エリミネーターへの環境データ入力を行ない、フレイヤの相殺に成功。ランスロット・アルビオンとともにダモクレスに突入するが、直後にトリスタン・ディバイダーによって破壊される。

真母衣波（まほろば）
『復活のルルーシュ』に登場。ラクシャータたちにより開発された、ゼロ（枢木スザク）専用の試作KMF。
民衆を威圧してしまうランスロット・アルビオンゼロに代わるゼロ専用機として、初代ゼロであるルルーシュの搭乗機だった蜃気楼のデータを流用しつつも、指揮管制ではなく直接戦闘を得意とするスザクに合わせて開発された。そのため蜃気楼の特徴であるドルイドシステム及び絶対守護領域と拡散構造相転移砲やフォートレスの変形機能はオミットされている。カラーリングと頭部形状が異なる、壱式と零式の2機が存在する。
真母衣波 壱式（まほろば いちしき）
カラーリングは紫と金。劇中では、儀礼用として持参するにあたり飛翔滑走翼や内蔵火器などの武装をオミットしていたため、ジルクスタンからの奇襲に対してMVS機能を持たない儀礼用の剣と脚部のスラッシュハーケンしか使えず、ナギド・シュ・メイン相手に奮戦するも最終的に鹵獲されてしまうことになった。
真母衣波 零式（まほろば ぜろしき）
カラーリングは黒と金。こちらはゼロ（ルルーシュ）が搭乗する。ジルクスタンとの戦闘を想定して、全武装が解放されている。武装は、両肩部に内蔵した対人機銃と脚部のスラッシュハーケン。防御兵装に両腕部にブレイズ・ルミナス発生装置を装備している。最終的に敵ジルクスタン軍の包囲による集中攻撃を受け、ブレイズ・ルミナスだけでは防ぎ切れず、頭部を失った上に撃墜されてしまうことになった。
真母衣波 白式（まほろば びゃくしき）
『奪還のロゼ』に登場。壱式のカラーリングをランスロットと同じ、白基調に改められ、二振のMVSを装備している。大量のロキが世界中に出現した際には、ナナリーやボルボナ・フォーグナーと共にジルクスタン王国に滞在していたゼロ（スザク）は、この機体でロキを迎撃する。

月虹影（げっこうえい）
『復活のルルーシュ』に登場。大型の試作型KMF。ガウェイン同様の複座式であり、高い指揮管制機能を有している。胸部には大型ファクトスフィアを搭載する。劇中時点では上半身しかない未完成品だったが、ジルクスタンとの戦闘のため急遽投入されることになった。
武装は（未完成の）脚部に相当する箇所に装備されるコアルミナスソード2基のみ。完成した場合は通常時を含めた三形態に変形が可能で、頭部を機体内部に収納し身を守りつつ索敵に徹する「イージスモード」、下半身を展開した「三脚モード」の三つがある。劇中ではイージスモードを使用している。
デザインは後述の月虹影帥を含め中田栄治が担当する。
月虹影帥（げっこうえい すい）
漫画版『復活のルルーシュ』に登場する、月虹影の完成体。脚部が備わり、機体色も元々のダークブルーからルルーシュのイメージカラーである黒に変更されている。
コンシューマーゲーム『スーパーロボット大戦30』に『復活のルルーシュ』が参戦するにあたり、ルルーシュの搭乗機として設定された。その流れで、漫画版にも登場している。
蛍雪（けいせつ）、雪花（せっか）
『奪還のロゼ』に登場。光和7年時点での最新モデルで、蛍雪がエース機、雪花がその量産機にあたる。作中では、レジスタンス組織「七煌星団」が黒の騎士団より提供されている。

## 中華連邦製KMF
鋼髏（ガン・ルゥ）
中華連邦の量産型KMF。作中ではフクオカ基地を制圧した曹将軍率いる遼東軍管区所属部隊の主力機として多数が投入された。
ブリタニアや日本製のKMFとは異り非人型である。特徴としてコックピットハッチが前方を向いており、頭部の代わりに胴体上部にある2本のスリットからセンサーが覗く。武装は機体後部の両側に折りたたみ式アーム内蔵マシンガンと固定式のキャノン砲が1対ずつ固体装備されている。これらは実体弾による在来火器であり、ブリタニア/黒の騎士団陣営の持つエネルギーシールドには全く通用しない。ただ、射程距離自体は黒の騎士団の暁の火器を上回っているという。
マニピュレーターはコックピットハッチの前下部両側に一対あり指は3本、使用時以外では機体内部に収納されている。直立二足歩行はできず、それぞれにランドスピナーを装着した一対の前屈脚、スパイン状の尻尾の、計3点接地で直立姿勢をとる。これは中華連邦の技術不足によるもので、尾部はステアリングにも使われる。
『R2』においても、中華連邦軍の主力機として登場。超合集国建国後はカゴシマ租界攻略戦に参戦、中華連邦軍艦隊の艦上固定砲台として使われた。
小説版においてもキュウシュウ戦役において性能面ではブリタニアのサザーランドに劣ることが明言されているが、物量を活かした集団戦闘に特化すればブリタニアのナイトメア部隊を圧倒できることが言及されている。
ゲーム『LOST COLORS』では、あらゆる点でナイトメアフレームに劣るが、生産性のみ圧倒していると評されている。

神虎（シェン・フー）
中華連邦の最新型KMF。元々はラクシャータらのインド軍区研究チームが、紅蓮と同時期に開発した機体である。しかし、ハイスペックのみを追求した結果操縦が極めて困難になり、性能を発揮できるパイロットが見つからず完成後もお蔵入りとなっていた。その操縦の困難さは、17人のテストパイロットを死に至らしめるほど。また、同じラクシャータのチーム製ではあるが、日本陣営の紅蓮シリーズのようなバイク型ではなくブリタニア軍と同じ後傾型コックピットを採用しており、その理由は語られていない。
インド軍区の中華連邦に味方する勢力から中華連邦軍へと引き渡され、黒の騎士団討伐を目論む大宦官から星刻に与えられた。基本カラーは青。
胸部にはビーム兵器・天愕覇王荷電粒子重砲を搭載しており、紅蓮可翔式の輻射波動砲弾にも匹敵する威力のビームを発射できる。ランドスピナーはローラーブレードのようになっている。また両手首に伸縮自在のフーチ型スラッシュハーケンを装備しており、攻撃・捕縛に加えて電撃を走らせることも可能。またハーケン・ワイヤーともにその強度は高く、高速回転させることで実弾をはじく防御兵器にもなる。
星刻が初搭乗した中華連邦国内での黒の騎士団との戦いでは紅蓮可翔式を鹵獲し、単機で黒の騎士団を圧倒する性能を見せつけ、超合集国建国後はカゴシマ租界攻略戦でビスマルクのギャラハッドと一騎討ちを演じた。最終決戦でも黒の騎士団総司令である星刻の専用機として参戦するも、枢木スザクの第九世代KMFのランスロット・アルビオンとの戦いでは劣勢に立たされていた。
漫画版『双貌のオズ』において、オルフェウスの白炎を捕らえるべく出撃したが、星刻が別行動中だったために別パイロットが代わりに搭乗していた。だが、その能力を発揮することなく戦闘不能にされた。
朱厭（シュ・エン）
『双貌のオズ』に登場。インド軍区が開発した神虎の量産試作KMFで、シュ・リーフォンが搭乗している。詳細は『朱厭』を参照。

## E.U.製KMF
パンツァー・フンメル
『R2』より登場。E.U.（ユーロ・ユニバース、もしくはユーロピア共和国連合）が採用しているKMF。双頭という外見的特徴を有すが、脚部に固定装備されたランドスピナーや、マニピュレーターが無く火器が固定装備された腕部、コックピットハッチが後部を向いているなど、ブリタニア（日本）と中華連邦のKMFを複合させたようなコンセプトが見受けられる。E.U.加盟国で多数がライセンス生産されている様子。R2当初ではE.U.本土上陸戦を繰り広げるブリタニア軍のグロースターやサザーランドを物量と火力で一方的に撃破しているなど、充分にブリタニアと戦える性能を示していたが、上空から乱入してきたランスロットには一方的に多数の機体が撃破された。超合集国建国後は、E.U.から超合衆国に加盟した国の軍から多数の機体がカゴシマ租界攻略戦に参戦、中華連邦艦隊の艦上固定砲台として使われる。
『コードギアス 亡国のアキト』にも登場。本編のデザインよりも重圧感のある無骨なデザインにリファインされている。公式HPのコラムによると、「本来であればナイトメアフレームとは分類されない機体を、ナイトメアフレームと呼称せざるを得ないところにE.U.軍の窮状がある」とされ、特に機動性がブリタニア軍のKMFに大きく劣るため、高速で間合いを詰められると手も足も出なかったとある。また、その形状ゆえに「ナイトメアもどき」と蔑称される。これらをまとめると、E.U.軍がブリタニア軍に対抗するにあたっては、単機での格闘戦は行わずに集団戦に徹すること、敵を近づけずに距離を保って砲撃戦を行うこと、などを基本戦術としていたと思われる。
機体名はドイツ語で「機甲マルハナバチ」の意。また、「フンメル」自体は旧ドイツ陸軍の自走砲の名前にも使われている。ただ、型式番号には「Mk」（マーク）というアメリカ・イギリス式（＝ブリタニアに置き換わっている『コードギアス』世界には存在しない）のものが使われている。
パンツァー・ヴェスペ
E.U.が開発したKMFで、『コードギアス 双貌のオズ』では「サハラの牙」という武装組織が使用している。詳細はパンツァー・ヴェスペを参照。
アレクサンダ
『亡国のアキト』に登場。E.U.が独自開発した、特殊作戦用KMF。他にも、幾つかのバリエーション機が登場する。詳細は『アレクサンダ』を参照。
アレクサンダ Type-01
アレクサンダ・リベルテ
アレクサンダ Type-02
アレクサンダ・ドローン
アレクサンダ・ヴァリアント
アレクサンダ・レッドオーガ
荒草鳴砂

## ジルクスタン製KMF
ナギド・シュ・メイン
国王シャリオの専用機。KMFの開発が途上段階にあるジルクスタンでは数少ない純粋な人型KMF。ブリタニア系KMFの特色を色濃く持ち、ブレイズルミナスを搭載した両腕のハーケンと肩のシールドを持つほか、フロートシステムを機体各部に搭載することにより、エナジーウィング搭載型に迫る機動力を有する。特に各部のフロートを起動した「メギストスオメガモード」は残像が残るほどのスピードを発揮できる。
主武装はアサルトライフルと曲剣。本来の腕以外に両肩のシールドおよび肩の付け根にも隠し腕があり、計6本の腕による近接戦闘も可能としている。また、シールドは射出してチャクラムのような武器としても使える。なお、コクピットは身体の不自由なシャリオに合わせシートごと機体へ搭乗する構造をしており、薬物投与を行う機能もある。
ハシュベスの戸惑いでは予言の助力でスザクを破り、その後のナナリー救出作戦でも予言の助力とシャリオの技量もありランスロットsiNを圧倒する。予言の助力を失った後も、薬物投与によってギアスの呪いを用いたスザクと互角に渡り合い相討ちに持ち込もうとするが、最後はエナジーウィングの砲撃でバラバラになり撃墜された。

ゲド・バッカ
ジルクスタンの主力KMF。鋼骸やパンツァー・フンメル同様に人型ではない、前後対称の構造をした四本脚の機体。全ての足にランドスピナーが搭載されているためにスピードと柔軟性ならばサザーランドなどの人型に引けを取らず、センサーを変更することで機体の前後切替ができ小回りも利く。砂漠という地理に対応するためホバー移動も可能としている。
両腕はマニピュレーターの代わりにスラッシュハーケンを兼ねた蟹の鋏状の大型ブレードとなっているほか、両肩部の大型キャノンによる砲撃も可能。このキャノンは前後どちらにも砲撃可能な構造となっており、機体の前後を切り替えても火力が低下しないようになっている。脚部には機銃を内蔵する。総合的にE.U.と中華連邦の主力機よりもKMFの技術は進歩しているが、コクピット内部は狭い上にモニターの視界が狭く、操縦には専用ゴーグルの補助を必要とする。

ジャジャ・バッカ
親衛隊隊長シェスタール・フォーグナーの専用機。ゲド・バッカの改良機で、上半身を一般的なKMFと同構造の人型へ換装している。シェスタールの趣向による見栄え重視の傾向が強く、人型の汎用性と引き換えに原型機よりも機体バランスが悪くなっている。
武装は曲剣とスラッシュハーケン。コクピット内部はゲド・バッカより広くなっており、視認性なども改良されている。

ガン・ドゥ・グーン
大将軍ボルボナ・フォーグナーの専用機。ジャジャ・バッカと同タイプのコクピットを有するが、ナギド・シュ・メインと同じ純粋な人型KMF。重装甲による防御力を重視した大型機で、ホバー機能や肩部の独立したシールドなど、ジルクスタン独自のKMF技術が盛り込まれている。
武装はアサルトライフル、両腕部の内蔵式機銃と近接格闘用のクロー、両肩部のシールド。ボルボナ自身の技量もさることながら、第七世代機であるクインローゼスを中破させるだけの高いポテンシャルを持つ。

## ナナシの傭兵のKMF
「ナナシの傭兵」と呼ばれる兄弟のロゼとアッシュが搭乗するKMF。

## ネオ・ブリタニア製KMF
ネオ・ブリタニア帝国のアインベルクたちが搭乗するKMF。

## ナイトギガフォートレス
通称「KGF」。汎用性に特化したナイトメアフレームとは設計思想が異なり、重武装と重装甲が施され、専らフロートシステムによって空中を縦横無尽に移動する非人型に設計された大型強襲兵器。
ジークフリートの場合は機体とパイロットを接続し、神経信号を直接機体に伝達することで自身の意思のみで操縦する、神経電位接続という実験適合生体となったジェレミア専用の特殊な操縦システムが採用されている。

ジークフリート
シュナイゼルの指示の下、バトレーらによってジェレミアの改造と並行して開発されたKGF実験機。基本カラーはオレンジ。
機体を覆う電磁装甲とブレイズルミナスによって、ビルの下敷きになっても損傷しないほどの耐久力を誇る。さらにフロートシステムによってガウェインにも劣らない速度での高速飛行に加え、機体の各所に設置されたバーニアによってフレキシブルかつ攻撃的な動きを可能としている。主武装は外部に大きく露出した円錐型スラッシュハーケンであり、通常の射出による攻撃のほか、機体を高速回転させながらの体当たり攻撃やブースターによる軌道変更も可能。
神経電位接続のため、コックピットブロックにはモニターや操縦桿など本来KMFにあるべきはずのものがなく、オレンジ色の文字のようなものが浮き出ている。
ブラックリベリオン時、覚醒してゼロの声を聞いて狂乱したジェレミアが無断で持ち出した結果、神根島で海底に沈んだ。その後、ギアス嚮団の手によって海底から回収され、コックピットや装備などを改良される。コックピットはモニターとなり、ジェレミア以外の人間にも操縦できるようになったほか、武装として近距離の敵に電撃を浴びせる電磁ユニットを追加した。

サザーランド・ジーク
ラクシャータらが大破したジークフリートのシステムを流用して完成させた、黒の騎士団製のKGF。基本カラーはオレンジで、丸みを帯びたジークフリートとは違い角ばったフォルムをしている。『双貌のオズ』に登場したサザーランド・イカロスを参考にしたKGFと思われる。
頭部を露出するように格納したサザーランドJと、それを両側から挟むように取り付けた大型の兵装ユニットで構成されている。サザーランドJ本体は脚部にフロートユニットを搭載しているため、単機で飛行可能な脱出装置として機能させることも可能。
ジークフリートのものと同様の大型スラッシュハーケンと電磁ユニットに加え、機体下部に大型キャノン、兵装ユニットに内蔵されたミサイルポッド、さらに輻射障壁発生装置など多くの武装を追加している。
コックピットは神経電位接続となっており、実質的にジェレミア専用のワンオフの機体となっている。
黒の騎士団および神聖ブリタニア帝国軍の主戦力として活躍。最終決戦にてアーニャの駆るモルドレッドと交戦し、兵装ユニットはシュタルクハドロンの直撃を受け失いながらも、サザーランドJをモルドレッドに取り付かせ自爆させることでモルドレッドを中破させた。

バタララン・ドゥ
ジルクスタン王国にある「嘆きの大監獄」獄長ベルク・バトゥム・ビトゥルの専用機。軍用兵器としてではなく個人的にカスタムメイドした大型のKGF。シートタイプのコックピットではなく、立った状態での操縦を必要とし、腕に覆いかぶさるようにアームが設置されている。これは操縦者の動きをトレースする機能があると言われている。
サソリ型の外観が特徴で、機体にはフロートシステムを搭載しているが、機体重量の軽減に使用されているため、飛行は不可能である。また、機体の姿勢を変化させる変形機構を持っており、搭乗者の技量も合わせ紅蓮特式と互角に戦った。
武装はフレキシブルな可動をする尻尾先端の「キュラ・ラ熱線砲」、胴体左右に脚のように3本ずつ装備した大型スラッシュハーケン「ドレッドノートハーケン」、頭部内蔵の対空ミサイル、下顎部にあるメッサー光波弾発射口。両腕のマニピュレーターからは超電磁フィールド「キャプチャーフィールド」を発生でき、敵機を電磁バリアで身動き取れなくさせる。
エルファバ
『コードギアス 双貌のオズ』に登場する、マリーベル・メル・ブリタニア専用のナイトギガフォートレス。詳細はエルファバを参照。

## 艦船およびその他の兵器
ブリタニアや中華連邦、黒の騎士団といった各軍では、戦車や航空機、戦闘ヘリ、海上艦艇、潜水艦など、多種多様な戦闘車両や艦船が運用されているほか、『R2』以降では、アヴァロンを始めとする「フロートシステム」を搭載した飛行能力を持つ浮遊航空艦が多数登場する。

### ブリタニア軍
G-1ベース
ブリタニア皇族もしくは上級指揮官が戦闘指揮所として使用する指揮用陸戦艇。進軍を行う際に使用することが多く、強力な火力を有しており、KMFの搭載や運用に使われるほか、参謀府や野戦病院も兼ねる。シリーズを通じて登場している。
機動戦闘車
ブリタニア軍の主力装甲戦闘車両。6輪の装輪装甲車に戦車の砲塔を取り付けたものである。カラーリングはブルーグレー。2017〜2018年には6つの車輪各々に六角形のサイドスカートが付いているが、皇歴2010年時には無かった。
日本侵攻の際、駿河湾岸上陸作戦に投入されて以降、劇中でも植民地の治安維持、G-1ベースの護衛、砂漠戦闘でのKMFの火力支援など、幅広く使用されている。ファミリー車両の一つとして開発されており、シャーシを共用として砲塔の代わりに機銃を装備したボディを持つ偵察車タイプ、火砲を持たない兵員輸送車タイプも存在する。
ナイトメアVTOL T4
元々陸戦兵器であり戦略機動性を持たないナイトメアを、迅速に展開させるための空輸機。運べるナイトメアは1機。シリーズ冒頭の第二次太平洋戦争でグラスゴーが空挺部隊的に本機を使用したが、以降の劇中では事実上サザーランドの専用機であった。またフロートシステムが普及するにつれ、徐々に姿を消していった。
特派ヘッドトレーラー
ランスロットの整備、運搬、指揮、モニタリング、その他現場運用のサポート全般を担う専用車両。前輪2×2、後輪1×2の大型トレーラーであり、タイヤには機動戦闘車と同型の六角サイドスカートが装着されている。後部には大型の作業用アームを2本装備。ヘッドライトはフロントバンパーと一体化している。車体塗装はブラウン一色で、華麗なランスロットと対照的にいかにも軍用車両といった無骨な趣である。
装甲列車
ブリタニア人の旅客および貨物列車の租界外運行で牽引を担う、武装と装甲が施された電気機関車。厳めしく重々しい姿だが、租界の一般的通勤電車と同じくモノレール型のリニアモーターカーであるため、非常に高速である。
アッシュフォード学園の修学旅行用特急からブリタニア軍の軍需物資輸送にまで、広く使われる。また、コーネリアがサイタマゲットーを封鎖する際にも使用された。先頭部分に対装甲用の主砲と対ソフトスキン用の機関砲が、また後部側面にズラリと並んだ多数の銃眼には、収納式の機関銃が装備されている。
ブリタニア海軍航空母艦
タンブルホームのメインハルの両側面に飛行甲板とサブハルを繋いだトリマラン構造の大型空母。艦橋前方に連装の主砲を2基背負い式で装備しており、やや古色蒼然とした水上戦闘艦の機能も併せ持っている。シリーズを通じて登場し、『R2』では、フランス州攻略のための遠征艦隊を率いるシュナイゼルの旗艦であった。
ブリタニア海軍駆逐艦
実在のイギリス海軍45型駆逐艦の建造前完成予想図に酷似する戦闘艦艇。相違点は概ね、艦橋頂部のEMPAR多機能レーダードームと煙突が二股になっている点、艦首VLSが前方へ傾斜している点のみである。
シリーズを通じて登場している。ユーフェミアがエリア11副総督として式根島に赴く際乗った艦は、ハルナンバーが「237」であった。また『R2』では、フランス州攻略に赴いたシュナイゼルの遠征艦隊の主力戦闘艦艇であった。一方、スザクが指揮を執り、黒の騎士団の潜水艦を追いつめた時、「アスロック発射」と命じたが、アスロック（ASROC：Anti Submarine ROCket）は発射されず、ただの爆雷が前方投射された。
現実の45型駆逐艦は、英仏伊3国がホライズン計画に基づき共同開発したPAAMS防空システム艦であるが、『コードギアス』世界において仏伊両国はブリタニアの敵国E.U.である。このため、劇中の本型艦艇はブリタニアが単独で造り上げたことになる。
ガリア・グランデ
『コードギアス 亡国のアキト』に登場する、架空のテロ組織『方舟の船団』の爆撃兵器に偽装された、ユーロ・ブリタニアのフロートシステムを搭載した巨大飛行船だが、実際はインペリアルセプターを所持する軍師ジュリアス・キングスレイが作らせた、内部が骨組みだけのハリボテ船である。詳細はガリア・グランデを参照。
ハドリアヌス
『コードギアス 双貌のオズ』に登場する、ブリタニア海軍の空母。詳細はハドリアヌスを参照。
ブリガンテス
『コードギアス 双貌のオズ』に登場するブリタニア海軍の弩級空母で、アプソンの座上艦。詳細はブリガンテスを参照。
カンタベリー
『コードギアス 亡国のアキト』に登場する、聖ミカエル騎士団が所有する自走砲。詳細はカンタベリーを参照。

アヴァロン
シュナイゼルが保有する最新鋭浮遊航空艦。シリーズを通して登場する。名前の由来はアーサー王伝説にある、アーサー王の遺体が眠るとされる島アヴァロン。
ロイドが発案した「フロートシステム」によって飛行能力を持ち、空中での静止も可能。ランスロットに使用されているブレイズルミナスも装備され（下方にのみ展開可能）、遠距離ミサイルを物ともしない防御力を誇る。艦首にはKMF用ランチャーを装備し、ランスロットの発艦を行うなど、母艦機能も持っている。第1期では唯一の浮遊航空艦として活躍した。武装として単装砲やミサイルを搭載している。
『R2』では、ブレイズルミナスの全周への展開が可能となり、単装砲などの武装が増設された。シュナイゼルの乗艦として使われていたが、皇帝ルルーシュ即位後は神聖ブリタニア帝国軍の旗艦として運用された。旧皇帝派・黒の騎士団連合軍との最終決戦では、艦内に超合衆国の代表たちを人質として乗せていたため、神虎の攻撃を受けてフロートを損傷、海上に不時着した。
ハミングバード
『新潔のアルマリア』に登場。ジノが搭乗するアヴァロン級浮遊航空艦。

ログレス級浮遊航空艦（重アヴァロン）
『R2』から登場。ブリタニア軍の大型浮遊航空艦。
大量の人員やKMFの搭載を可能とし、ブレイズルミナスの展開による強固な防御力を誇るが、KMFに取り付かれると反撃が難しいという弱点がある。新総督となったナナリーの空中艦隊の旗艦を務め、その際はアプソン将軍が指揮を執った。
ブリタニア皇帝シャルルの座乗艦である「グレートブリタニア」もこの艦級であり、ラグナレクの接続を行うために、神根島に向かう際に運用された。

カールレオン級浮遊航空艦（軽アヴァロン）
『R2』から登場。ブリタニア軍の小型浮遊航空艦。
主に空中での艦隊編成にて、ログレス級浮遊航空艦の護衛艦として運用をされている。旧皇帝派・黒の騎士団連合軍との最終決戦では、皇帝ルルーシュ率いる神聖ブリタニア帝国軍の主力艦として、多数が投入された。劇中では、KMFの攻撃で簡単に大破・撃沈されてしまう描写が多かった。
グランベリー
グリンダ騎士団の旗艦である、カールレオン級浮遊航空艦。詳細はグランベリーを参照。
ネッサローズ
大グリンダ騎士団が保有する、カールレオン級浮遊航空艦。詳細はネッサローズを参照。

ダモクレス
『R2』の終盤に登場。シュナイゼルがカンボジアのトロモ機関に開発させていた天空要塞。全長3kmを超える塔状構造で、最上部は城のようなデザインとなっている。巨大かつ高出力なフロートシステムによって、単独での成層圏での飛行・大気圏離脱を可能としており、最下部にはフレイヤ発射口を備える。
絶対的な制空権を築くという思想により開発され、超高出力のブレイズルミナスを搭載しており絶対的な防御力を獲得、さらにはリミッターを解除したフレイヤを多数搭載することで、難攻不落の要塞となる。
構想では、攻撃の届かない高度300kmの衛星軌道上まで上昇し、世界中のあらゆる場所にフレイヤを発射することが可能とされていた。ゼロレクイエムが完遂された後、太陽へと葬られた。
『コードギアス 奪還のロゼ』には予備機が登場する。

### 黒の騎士団
斑鳩（いかるが）
『R2』から登場。黒の騎士団の浮遊航空艦。運用当初は未完成であり翼の面積が小さく陸上を航行するのが限界だったが、以降は長距離航行用の大型翼を装備することで通常の浮遊航空艦と同じように高高度での飛行が可能となった。
主砲として、艦首にガウェインのハドロン砲を移設したハドロン重砲を装備する。砲撃の収束に利用しているゲフィオンコントロールを調節することで、収束・拡散の切り替えが可能。外壁には多数のスラッシュハーケンが並んでおり、近接武装も充実している。多数のナイトメアフレームを搭載できる格納庫を持つ。防御面でも、輻射障壁装置を搭載しており、ある程度ならば物理攻撃をはじくことが可能。
浮遊航空艦ながら海中を潜行航行する機能もあり、第二次トウキョウ決戦においては海中からトウキョウ租界へと接近した。最終決戦では引き続き、扇ら黒の騎士団の旗艦として運用され、艦砲射撃でルルーシュ率いるブリタニア軍に甚大な被害を及ぼすも、ルルーシュの秘策である富士山噴火の直撃を受け轟沈した。

アスカ型浮遊航空艦
戦力の増強を図った黒の騎士団が、斑鳩をベースに建造した小型浮遊航空艦。艦首部分にKMF出撃用カタパルト、船体下部にブリッジを備える。第二次トウキョウ決戦とフジ決戦にて、使用された。
『コードギアス ロストストーリーズ』2部7章では3隻が登場。壱番艦は藤堂が、弐番艦は朝比奈・洪古、参番艦は木下が指揮する。

潜水艦
キョウトから提供された大型潜水艦で、海洋における黒の騎士団の移動基地。現実の戦略ミサイル原潜並みの規模と装備を有する。シリーズを通じて登場している。
クジラやサメの一種のような有機的シルエットをしており、在来の潜水艦よりも航行速度は高速であるという。潜舵はセイル（艦橋）にある。また、5×2、計10セルのVLSを後部甲板に持っており、劇中では各種誘導弾のほか、紅蓮可翔式の飛翔滑走翼や右腕パーツを射出した。ゲフィオンディスターバーを応用したアクティブステルス機能により、ソナーや対潜哨戒機のレーダーに探知されることもない。寄港、休息が必要な場合は、内部が移動浮きドックに改装されたタンカー内に身を隠した上でヨコスカ港などに入港していた。

### 日本解放戦線 / 日本軍
移動砲台
モーター付き鉱山トロッコの車台に、連装の対空機関砲、ヴィルベルヴィントに似てナックル状の角を持つ傾斜面で構成されるシールド、円盤状の光学照準器を搭載したクラシックな構造の自走対空砲である。オープントップ構造であり、上方からの攻撃には搭乗員が全く無防備。ただし、連装砲は単なる砲室ではなく360度旋回できる砲塔になっている。
日本陸軍や日本解放戦線のほか、同じく日本陸軍残党である中部地方レジスタンス「サムライの血」も使用している。
軌道上を移動し、必要に応じて坑道から出し入れして運用する。劇中の戦闘では、対空戦闘ではなく専ら対地掃射任務についていた。
戦車
実在の90式戦車とほとんど同じ形状であるが、車体正面にペリスコープがあること、ヘッドライトの装備位置がフェンダー上ではなく車体本体正面である点が異なる。また、日本陸軍の車体と、日本解放戦線の車体では、ライトの数が違う。
2010年8月、日本陸軍の本車両部隊は、T4により空輸され降下強襲をかけてきたブリタニア軍のグラスゴーを迎え撃つ。僚車、87式偵察警戒車を援護しようと砲塔を右に向けた一両は、背後をとられて別のグラスゴーの対装甲火器により討ち取られた。ナリタ連山の日本解放戦線本拠地部隊は少なくとも3両を装備し、味方KMFの支援射撃をおこなった。
87式偵察警戒車
2010年8月の第二次太平洋戦争で、日本陸軍の戦力として出動。降下侵攻してきたブリタニア軍のグラスゴーと山間の路上で交戦。しかし、素早く背後に回り込まれ撃破された。
73式中型トラック
日本陸軍の制式輸送トラック。2010年8月、幼いルルーシュとスザクを救助し安全な場所まで運んだ。
日本海軍7700トン型ミサイル駆逐艦
現実の海上自衛隊「あたご」型イージス護衛艦の建造前完成予想図と同じ姿をした水上戦闘艦。ただし、劇中では角柱型ステルスマストの「角」や凹凸がトラスの格子とみなされて作画されている。
イージス艦は『コードギアス』世界には存在しないアメリカ製兵器であるため、劇中の本型艦艇は日本が独自に造り上げたことになる。2010年8月の第二次太平洋戦争で、ブリタニア海軍の葉巻型潜水艦がVLSから放った魚雷により2隻が撃沈された。

### 中華連邦軍
竜胆（ロンダン）
『R2』から登場。中華連邦の地上戦艦。『白の騎士 紅の夜叉』では、中華連邦軍の任大佐の座乗艦になっていた。
ピラミッドのような形で、高い火力とナイトメアフレーム収容力を誇る。基本カラーは緑。また、駆動システムをフロートシステムに変更することで水面走行にも対応できる。星刻率いる中華連邦軍と、黒の騎士団との戦闘の際に投入された。
超合集国建国後は黒の騎士団に使われ、カゴシマ租界攻略戦においては本級数隻からなる1個戦隊が攻略部隊の一角を成した。

大竜胆（ターロンダン）
『R2』から登場。中華連邦の大型地上戦艦。
通常の竜胆より遥かに巨大で、基本カラーも金色となっている。竜胆と同じく駆動システムをフロートシステムに変更することで水面走行にも対応できる。最上層と第二層は回転でき、全方位への攻撃が可能となっている。側面に大型のジャッキを装備し、戦闘時にはこれを展開して艦体を固定する。
超合集国建国後は、黒の騎士団で斑鳩に並ぶ旗艦として運用され、カゴシマ租界攻略戦においては、神楽耶と天子が座乗し戦隊の指揮を執った。皇帝ルルーシュ率いる神聖ブリタニア帝国軍と旧皇帝派・黒の騎士団連合軍との最終決戦でも、斑鳩と共に布陣しており、斑鳩轟沈後は事実上の旗艦として、後方で野戦病院も兼ねていた。

### E.U.軍
ガルドメア
E.U.軍で使用されている警護用の機動兵器。詳細はガルドメアを参照。
リヴァイアサン
E.U.軍の超大型陸上戦艦で、ジィーン・スマイラスの座乗艦。『白の騎士 紅の夜叉』では、ロメロ・バルクライの座乗艦になっていた。詳細はリヴァイアサンを参照。

### エリア18の前身
バミデス
「書記長」が統べる中東の某国の兵器。陸戦艇さながらの巨体を三脚で支え、ホバー走行する。在来装甲戦闘車両を砲弾を正面から受け止めるほどの装甲と長距離砲撃の一撃で戦車を破壊するほどの火力を誇るが、所謂「ナイトメアもどき」と分類される兵器であり、近接防空戦闘や格闘戦には脆く作中で登場した機体はコーネリア率いるグロースター部隊との交戦時に全機あっという間に撃破されてしまった。

### 超合集国
超合集国第五艦隊
『復活のルルーシュ』に登場。
超合集国が保有する主力艦隊。劇中では空母、護衛艦、揚陸艇が揃っていた。シュナイゼルからの指示でジルクスタン王国に派遣された。
慰問車
『復活のルルーシュ』に登場。
ブリタニアが保有していたG-1ベースを使用している。劇中ではナナリーとゼロ（スザク）が、ハシュベスの難民キャンプに赴く際に使用した。

### ジルクスタン王国
マンデ・マディン・ズースー
ジルクスタン王国が保有する大型陸戦艇。キャタピラによる走破性と、巨大なリニア砲の火力を併せ持つ移動要塞である。2門のリニア砲のほかは、ミサイルランチャーや機関砲を持つ。『復活のルルーシュ』ではシェスタールとビトゥルが搭乗して、彼が貯め込んでいたサクラダイトを復活したルルーシュが使用して嘆きの大監獄に侵攻してきたシェスタール・フォーグナーを含めた聖神官親衛隊を爆死・全滅させたことで、即座に嘆きの大監獄から撤退した。
ディマイン・グー
ジルクスタン王国が保有する装甲列車。主砲やミサイルを搭載した武装車両を貨物と繋ぎ、KMFの移動や前線への補給などに利用されている。
ウォ・ギィ
ジルクスタン王国が保有する軍用ヘリ。型式番号はSu-DID。武装は機首のガトリング機関砲とロケット弾ポッド。『復活のルルーシュ』ではシェスタール・フォーグナーが搭乗・操縦して、ナナリー拉致事件でジルクスタン王国に取材に来たミレイ・アッシュフォードのところまでの移動手段として使用していた。
軍用車
上部ハッチに機銃を備えた軍用車両。
哨戒艇
2門の機関砲などを備えた哨戒艇。

## DS版に登場する機動兵器
エクウス
ニンテンドーDS版の2周目における終盤で登場するKMF。皇族の1人であるパラックスが搭乗する。ラテン語で「馬」を意味する名の通り細い4本の脚と尻尾を持つが、人型の上半身と頭部に巨大な角を生やしたケンタウロスを思わせる機体であり、通常のKMFからかけ離れた形状を持つ。カラーリングは赤と黒。
開発していた貴族の失墜で計画が中止されていた異型の大型KMFの一体、サイズは不明だが通常のKMFの3～4倍はあるとされている。
攻撃は携帯しているメイスでの打撃のほか、4本の足での蹴りや、角からの電撃、エネルギーを放ったりもできる。また、腰部に左右1門ずつ砲も装備している。ランドスピナーらしき装備は確認できない（足裏の溝に小型の車輪のようなものが確認できるのみ）が、ゲーム中では他のKMF同様に足を動かさずに移動する。アクイラとの合体機能を備えている。
『双貌のオズ』にも名前のみ登場する。こちらでは、非人型KMF開発の実験機的な意味合いを持つ存在であり、最終的にはその技術がサグラモール改めヴェルキンゲトリクスを生み出したとされている。

アクイラ
ニンテンドーDS版の2周目における最終決戦で登場する形状のKMF。円柱上の頭部に大きな翼のような腕が特徴。ラテン語で「鷲」を意味する名の通り、翼を模した長い腕と鉤爪を思わせる脚など全体的に鳥の意匠を持った形状をしている。また、普通のKMFと同じようなランドスピナーらしき装備も確認できるが詳細は不明。カラーリングは白。
エクウスと同じく開発していた貴族の失墜で計画が中止（劇中でコーネリアから開発中止に関する台詞がある）されていた異型の大型KMFの一体とされ、同じく通常のKMFの3～4倍のサイズはあるとされている。
皇族の1人であるキャスタールが搭乗し、パラックスのエクウスと共に襲い掛かってくる。エクウスとの合体機能を備えている。
攻撃は主に翼から強力なエネルギー（雷）を放出して行う。翼自体も武器になり、斬撃やその場で高速回転して連続で斬りつけるほか、防御耐性では盾にしている。機動力に優れているのか、空中で回転しながらの格闘、バク中をしながらの蹴りなどトリッキーな攻撃も行う。

レガリア
エクウスとアクイラが合体して誕生するKMF。名前はラテン語で「王権を主張するもの」という意味。
角と下半身、両肩から両腕はエクウス、胴体および頭部はアクイラのパーツで構成されている。合体した2機の色はアクイラの翼の部位を除きほとんど残っておらず、機体の全体的なカラーリングは金に変化している。搭乗するのはパラックスとキャスタールの2人。
カレンをして「異形のナイトメア」と言わしめるほど規格外の外観と戦闘能力を持つ。圧倒的な耐久力を誇り、手に持つランスによる直接攻撃のほか、エクウスの角とアクイラの翼から放つエネルギー、胸部に搭載された大型ミサイルなど多彩な攻撃を仕掛けてくる。ランスからもエネルギー放出、もしくは電撃のようなものを発生させる。翼の羽に相当する部位は畳まれており、防御姿勢では盾にも使用される。エクウスと同様に他のKMFと同じランドスピナーのような機動を行うが、実際の馬のように足を稼働させて走ることもある。エクウスの腰部に装備されたエネルギー砲は残ってはいるが、この形態では使用してこない。
胸部の大型ミサイルは形状からしてエクウスのメイスが変形したものだと思われる。このミサイルは全長に匹敵する長さがあるが貫く形で装備されており、イラストでは元々存在したエクウスとアクイラのコックピットが消えて重なっているため、パラックスとキャスタールの二人がどこに搭乗しているのかは不明。
『コードギアス メカニカルコンプリーション』によると形式番号、全高、重量、タイプは不明であり、所属が神聖ブリタニア帝国ということしか判明していない。もう一機の試作機も造られたが、廃棄されたという。